# Hector Berlioz
« Berlioz » redirige ici. Pour les autres significations, voir Berlioz (homonymie).
Œuvres principales
- Symphonie fantastique (1830)
- Harold en Italie (1834)
- Grande messe des morts (1837)
- Benvenuto Cellini (1838)
- Roméo et Juliette (1839)
- Symphonie funèbre et triomphale (1840)
- Le Carnaval romain (1844)
- La Damnation de Faust (1846)
- Te Deum (1849)
- L'Enfance du Christ (1854)
- Les Nuits d'été (1856)
- Les Troyens (1858)
- Béatrice et Bénédict (1862)

Hector Berlioz (/bɛʁ.ljoz/ en français, /'bɛr.ʎo/ en arpitan) est un compositeur, chef d'orchestre, critique musical et écrivain français, né le 11 décembre 1803 à La Côte-Saint-André (Isère) et mort le 8 mars 1869 à Paris.
Reprenant, immédiatement après Beethoven, la forme symphonique créée par Haydn, Berlioz la renouvelle en profondeur par le biais de la symphonie à programme (Symphonie fantastique), de la symphonie concertante (Harold en Italie) et en créant la « symphonie dramatique » (Roméo et Juliette).
L'échec de Benvenuto Cellini lui ferme les portes de l'Opéra de Paris, en 1838. En conséquence, l'opéra-comique Béatrice et Bénédict est créé à Baden-Baden en 1862, et son chef-d'œuvre lyrique, Les Troyens, ne connaît qu'une création partielle à l'Opéra-Comique, en 1863. Berlioz invente les genres du « monodrame lyrique », avec Lélio ou le Retour à la vie, de la « légende dramatique », avec La Damnation de Faust, et de la « trilogie sacrée », avec L'Enfance du Christ, œuvres conçues pour le concert, entre l'opéra et l'oratorio.
Faisant souvent appel à des effectifs considérables dans sa musique symphonique (Symphonie funèbre et triomphale), religieuse (Requiem, Te Deum) et chorale (L'Impériale et Vox populi pour double chœur, Sara la baigneuse pour triple chœur), Berlioz organise d'importants concerts publics et crée le concept de festival. Enfin, avec La Captive et le cycle des Nuits d'été, il crée le genre de la mélodie avec orchestre, qui se développe aussi bien en France — où s'illustrent notamment Duparc, Chausson, Ravel et André Jolivet — qu'à l'étranger, avec les cycles de Wagner, Wolf, Mahler, Berg, Schönberg, Richard Strauss et Benjamin Britten.
Toujours en difficultés financières, le compositeur entreprend de présenter lui-même sa musique au cours de vastes tournées de concerts en Allemagne, en Europe centrale et jusqu'en Russie, où sa musique est bien accueillie. Avec son ami Franz Liszt, Berlioz est à l'origine des grands mouvements nationalistes musicaux de la fin du XIXe siècle et du XXe siècle, russes (du Groupe des Cinq jusqu'à Stravinsky et Prokofiev), tchèques (de Dvořák à Janáček) et hongrois (jusqu'à Bartók et Kodály).
Reconnu de son vivant comme un maître de l'orchestration et un chef d'orchestre novateur, Berlioz publie, en 1844, son Traité d'instrumentation et d'orchestration, qui inspire de nombreux compositeurs et demeure un modèle pour les ouvrages traitant du même sujet au XXe siècle, tels ceux de Rimski-Korsakov et de Charles Koechlin.
Éminent représentant du romantisme européen, Berlioz se considérait lui-même comme un compositeur classique, prenant comme modèles Gluck, Beethoven et Weber. Sa musique a longtemps fait l'objet de controverses ou de malentendus, principalement en France. C'est en partie pour les dissiper que Berlioz entreprend la rédaction de ses Mémoires, en 1849, et rassemble certains de ses articles et nouvelles, dans des ouvrages aux titres volontiers humoristiques (Les Soirées de l'orchestre, Les Grotesques de la musique, À travers chants).
Il faut pourtant attendre les célébrations du centenaire de sa mort (1969) et du bicentenaire de sa naissance (2003) pour que la valeur artistique et l'importance de son œuvre, ainsi que son rôle déterminant dans l'histoire de la musique, soient enfin reconnus, surtout dans son pays natal, et que l'intégralité de ses partitions majeures soit enregistrée.

## Biographie
La vie de Berlioz a fait l'objet de nombreux commentaires sans nuances : « Quelle vie riche, fine, forte, débordante ! » s'enthousiasme Romain Rolland. « Sa vie fut un martyre », répond André Boucourechliev ; « une suite de catastrophes par lui-même provoquées », selon Antoine Goléa ; une vie « à la fois agitée et tendue, exubérante et crispée » pour Claude Ballif ; « une vie romantique », en somme, selon l'expression de son premier biographe Adolphe Boschot, qui annonce d'emblée « aventures d'amour, suicides, extases, rugissements de douleur, activité fébrile, lutte pour l'argent, misère et ruine, triomphes enivrants, chutes à plat, « volcaniques » aspirations à l'idéal, hantise de la mort, grandes envolées lyriques jusqu'aux sommets du rêve, vieillesse désespérée qui semble l'agonie et le martyre d'un fantôme — vraiment, rien n'a manqué à Berlioz, et pas même les illuminations du génie, pour être le héros le plus représentatif du romantisme français ».

### De l'enfant à l'étudiant (1803-1830)
« Je suis né le 11 décembre 1803, à La Côte-Saint-André, très petite ville de France, située dans le département de l'Isère, entre Vienne, Grenoble et Lyon. »

— Mémoires, 1870

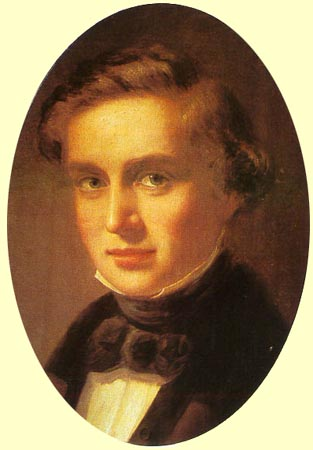
Hector Berlioz enfant.

Issu d'une vieille famille de marchands tanneurs du Dauphiné, établis à La Côte-Saint-André dans la plaine de Bièvre depuis le XVIe siècle, Hector Berlioz naît le 19 Frimaire An XII, soit le 11 décembre 1803, à cinq heures du soir. Il est le fils du docteur Louis Berlioz, né le 7 juin 1776, et de Marie-Antoinette-Joséphine Marmion, née le 14 octobre 1784 à Grenoble.

#### Milieu familial

##### Un père modèle: le docteur Berlioz
Le père d'Hector Berlioz, Louis Berlioz est médecin. « Il a toujours honoré ses fonctions en les remplissant de la façon la plus désintéressée, en bienfaiteur des pauvres, plutôt qu'en homme obligé de vivre de son état. ». Il publie des Mémoires sur les maladies chroniques, les évacuations sanguines et l'acupuncture et est à ce titre considéré comme introducteur de l'acupuncture en France.
Ayant envoyé son fils Hector au séminaire à l'âge de six ans pour y entreprendre ses études, il décide de se charger personnellement de son éducation à la fermeture de l'établissement en 1811. Berlioz décrit ainsi son père et l'éducation qu'il en a reçue dans ses Mémoires : « Il est doué d'un esprit libre. c'est dire qu'il n'a aucun préjugé social, politique ou religieux. Pauvre père, avec quelle patience infatigable, avec quel soin minutieux et intelligent il a été mon maître de langues, de littérature, d'histoire, de géographie et même de musique ! […] Combien une pareille tâche, accomplie de la sorte, prouve dans un homme de tendresse pour son fils ! et qu'il y a peu de pères qui en soient capables ! »
Le docteur Berlioz apprend à son fils à jouer du flageolet et à lire la musique. Il lui transmet aussi les rudiments de la flûte. Découvrant les dons de son fils et afin de les encourager, il fait venir de Lyon, en 1817, un maître de musique, Imbert, qui enseigne à Hector le chant et la flûte. En 1819, celui-ci est remplacé par Donant qui lui apprend à jouer de la guitare. Mais le docteur refusera que son fils entreprenne l'étude du piano, de crainte qu'il ne soit entraîné trop loin et se détourne de la médecine à laquelle il le destine. Berlioz est promu bachelier ès lettres à Grenoble, le 22 mars 1821. Son père lui donne alors des cours d’ostéologie dans l'attente de son départ pour Paris (en octobre) où il doit commencer les études de médecine et assister aux cours d'histoire de Lacretelle et de littérature de François Andrieux.
Si le docteur Berlioz fut très opposé à la vocation artistique de son fils, à la fin de sa vie il se rapprochera de lui assez sensiblement. À propos du décès de son père, Berlioz écrit : « Mais à l’affection qui existe naturellement entre un père et son fils, s’était ajoutée pour nous une amitié indépendante de ce sentiment, et plus vive peut-être. Nous avions tant de conformité d’idées sur beaucoup de questions....Il était si heureux d’avoir eu tort dans ses pronostics sur mon avenir musical ! A mon retour de Russie, il m’avoua que l’un de ses plus vifs désirs était de connaître mon Requiem. »

##### «Méchante mère!…»
La mère de Berlioz est rarement mentionnée dans ses Mémoires. En mai 1823, le docteur Berlioz ayant autorisé son fils Hector à retourner à Paris étudier la musique pour un certain temps, Berlioz relate l'opposition formelle de celle-ci : « Votre père, me dit-elle, en quittant le tutoiement habituel, a eu la faiblesse de consentir à votre retour à Paris, il favorise vos extravagants et coupables projets ! je n’aurai pas, moi, un pareil reproche à me faire, et je m’oppose formellement à ce départ ! Oui, je m’y oppose, et je vous conjure, Hector, de ne pas persister dans votre folie. Tenez, je me mets à vos genoux, moi, votre mère, je vous supplie humblement d’y renoncer… Et, après un instant de silence : « Tu me refuses, malheureux ! tu as pu, sans te laisser fléchir, voir ta mère à tes pieds ! Eh bien ! pars ! Va te traîner dans les fanges de Paris, déshonorer ton nom, nous faire mourir, ton père et moi, de honte et de chagrin ! Je quitte la maison jusqu'à ce que tu en sois sorti. Tu n’es plus mon fils ! je te maudis ! »… et je dus m’éloigner sans embrasser ma mère, sans en obtenir un mot, un regard, et chargé de sa malédiction ! ».
Une autre anecdote est relatée dans les Mémoires : « Ma mère, qui me taquinait quelquefois au sujet de ma première passion, eut peut-être tort de me jouer alors le tour qu’on va lire. « Tiens, me dit-elle, peu de jours après mon retour de Rome, voilà une lettre qu’on m’a chargée de faire tenir à une dame qui doit passer ici tout à l’heure dans la diligence de Vienne. Va au bureau du courrier, pendant qu’on changera de chevaux, tu demanderas madame F*** et tu lui remettras la lettre. Regarde bien cette dame, je parie que tu la reconnaîtras, quoique tu ne l’aies pas vue depuis dix-sept ans. » Je vais, sans me douter de ce que cela voulait dire, à la station de la diligence. À son arrivée, je m’approche la lettre à la main, demandant madame F***. « C’est moi, monsieur ! » me dit une voix. C’est elle ! me dit un coup sourd qui retentit dans ma poitrine. Estelle !… encore belle !… Estelle !... On prit la lettre. Me reconnut-on ?… je rentrai tout vibrant de la commotion. « Allons, me dit ma mère en m’examinant, je vois que Némorin n’a point oublié son Estelle. » Son Estelle ! méchante mère ! »
Son décès, le 18 février 1838, est seulement mentionné à l'occasion de celui de son époux : « Je reçus la nouvelle de la mort de mon père. J’avais perdu ma mère dix ans auparavant, et cette éternelle séparation m’avait été cruelle… ».

##### Frères et sœurs
Hector est l'aîné d'une fratrie de six enfants, dont deux mourront très jeunes : Louise-Julie-Virginie, née le 10 mai 1807, morte le 10 juin 1814 et Louis-Jules-Félix, né le 10 décembre 1816, mort le 29 mai 1819. Il sera toujours très attaché à ses deux sœurs, Anne-Marguerite, dite Nanci ou Nancy, née le 17 février 1806 et qui mourra le 4 mai 1850 — plus encore Adèle-Eugénie, née le 9 mai 1814 et dont la mort, le 2 mars 1860, laissera le compositeur « anéanti » au point d'éclater en sanglots lorsqu'il revoit son portrait dans le salon de son beau-frère à Vienne, en 1864. Il est également très proche de son plus jeune frère, Prosper, né le 26 juin 1820. Ce dernier le rejoint à Paris en octobre 1838, pour y faire ses études. Il meurt à dix-huit ans, le 15 janvier 1839, probablement emporté par une fièvre typhoïde, malgré une légende voulant que sa mort ait résulté de l'exaltation éprouvée en assistant à Benvenuto Cellini, l'opéra de son frère.

#### Premier amour, premières compositions

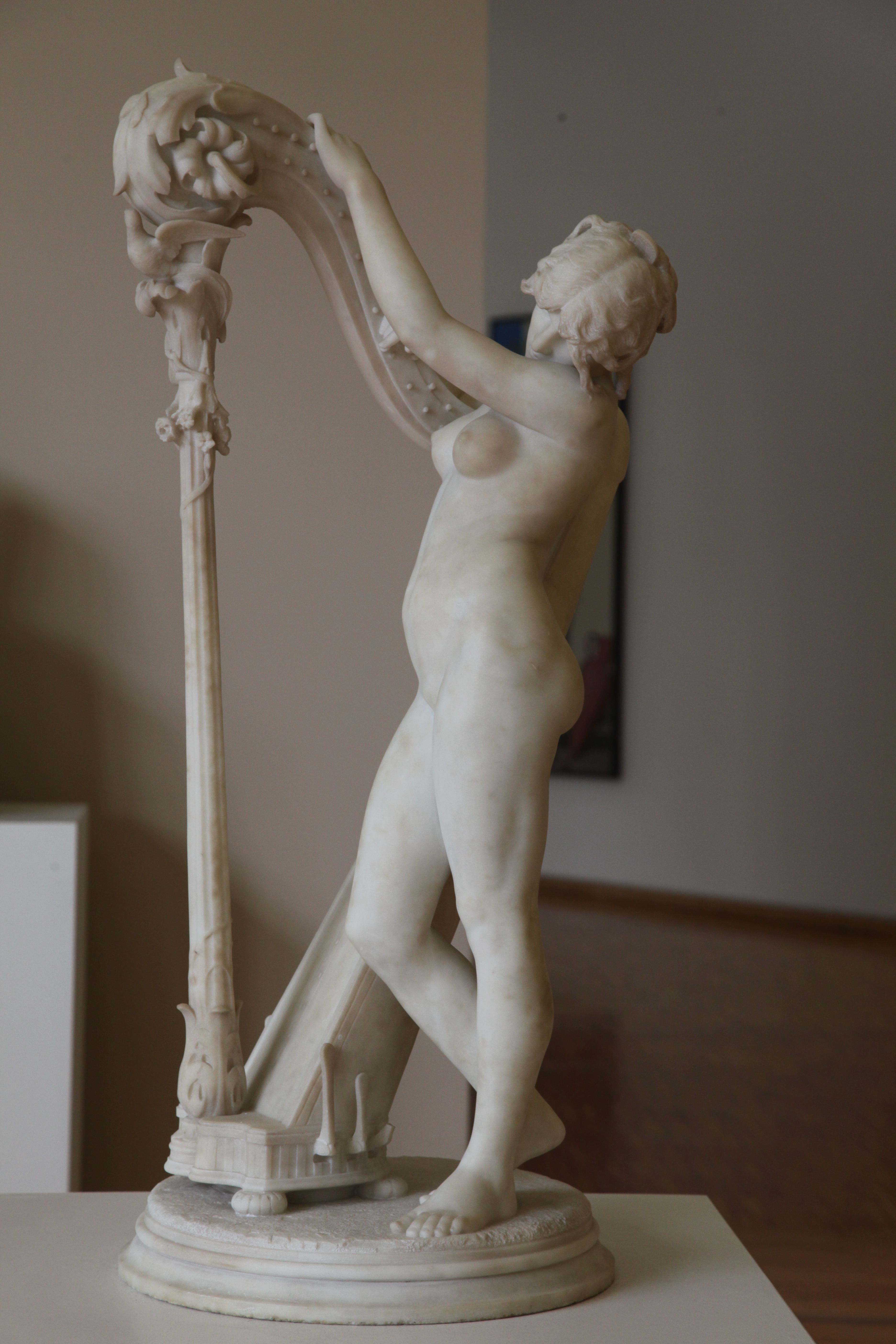
Stella montis - muse de Berlioz d'Henri Ding évoquant la jeune Estelle, (musée de Grenoble).

C'est à l'âge de douze ans que Berlioz découvre l'amour en la personne d'Estelle Dubœuf (1797-1876), âgée de 17 ans, vivant à Meylan, village où réside son grand-père maternel et où il passe une partie de l'été avec ses sœurs et sa mère. « En l’apercevant, je sentis une secousse électrique ; je l’aimai, c’est tout dire. Le vertige me prit et ne me quitta plus. Je n’espérais rien... je ne savais rien… mais j’éprouvais au cœur une douleur profonde.... La jalousie, cette pâle compagne des plus pures amours, me torturait au moindre mot adressé par un homme à mon idole… Non le temps n'y peut rien… d'autres amours n'effacent point les traces des premiers. »
À la fin de sa vie, il reverra Estelle, devenue Mme Veuve Fornier et vivant au domaine des Allavets de Vif, en Isère. Il entretiendra une correspondance avec elle et lui proposera le mariage, étant lui-même veuf pour la deuxième fois. Elle n’acceptera pas. Estelle est toutefois mentionnée dans son testament : « Je donne et lègue à Mme Estelle Fornier, qui vit en ce moment chez son fils notaire à St-Symphorien-d’Ozon (Isère), la somme de seize cents francs de rente annuelle et viagère. Je la supplie d’accepter cette petite somme comme un souvenir des sentiments que j’ai éprouvés pour elle toute ma vie. »
Au même moment, Berlioz se met à composer. C'est à l'écoute des quatuors de Pleyel et grâce au traité d'harmonie de Charles-Simon Catel qu'il s'initie à l'harmonie. Il compose un pot-pourri à six parties qu'il cherchera vainement à publier, ainsi que deux quintettes pour flûte et cordes dont il reprendra l'un des thèmes dans l'ouverture des Francs-juges (1826). Ses premières publications sont des mélodies (Pleure, pauvre Colette ; Le Dépit de la bergère ; Le Maure jaloux). Il soumet au jugement de Jean-François Lesueur une cantate à grand orchestre (Le Cheval arabe) en vue de son admission dans la classe de composition du maître et compose une scène empruntée au drame de Saurin, Beverley ou le Joueur.

#### Médecine ou musique
« Je passai vingt-quatre heures sous le coup de cette première impression, sans vouloir plus entendre parler d'anatomie ni de dissection, ni de médecine, et méditant mille folies pour me soustraire à l'avenir dont j'étais menacé. »

— Mémoires, 1870
Inscrit à l'école de médecine de Paris, il quitte sa famille fin octobre et suit les cours du programme pendant une année, avant d'écrire à son père qu'il préfère l’art à la médecine : « Je sentis ma passion pour la musique s’accroître et l’emporter sur mon désir de satisfaire mon père. » Il se brouille avec sa famille, fréquente l'Opéra de Paris et suit les enseignements de Jean-François Lesueur, puis d'Antoine Reicha. Un soir, il assiste à une représentation d'Iphigénie en Tauride de Gluck qui le bouleverse.

« Ce fut le coup de grâce donné à la médecine […] Le jour où, après une anxieuse attente, il me fut enfin permis d’entendre Iphigénie en Tauride, je jurai, en sortant de l'Opéra, que, malgré père, mère, oncles, tantes, grands-parents et amis, je serais musicien. »

— Mémoires, 1870
En 1823, il est admis parmi les élèves particuliers de Jean-François Lesueur et est inscrit au Conservatoire de Paris en octobre 1826. Il découvre la musique de Weber et compose en 1824 (Berlioz a alors 20 ans) sa première œuvre d'envergure, Le Passage de la mer Rouge (perdue), suivie d'une Messe solennelle. Créée en l'église Saint-Roch le 25 juillet 1825, cette Messe est exécutée une seconde fois à l'église Saint-Eustache en 1827. Excepté le Resurrexit, Berlioz affirme avoir brûlé cette partition, la jugeant de « peu de valeur ». Il en reprend néanmoins des éléments dans Benvenuto Cellini, le Requiem et la Symphonie fantastique. De même, le thème de l’Agnus Dei est repris 25 ans plus tard dans son Te Deum (1849).
Malgré des échecs répétés au concours de Rome (en 1826, il est éliminé à l'examen préliminaire qui consiste en la composition d'une fugue ; en 1827, sa cantate La Mort d'Orphée est déclarée « inexécutable » par le jury ; en 1828, il n'obtient que le second prix avec la cantate Herminie interprétée par Louise Dabadie qui avait obtenu le prix pour Jean-Baptiste Guiraud en 1827), il poursuit ses études au Conservatoire, dirigé alors par le grand maître de l'époque, Luigi Cherubini, avec Antoine Reicha pour la fugue et le contrepoint, et Jean-François Lesueur pour la composition.
L'exécution en 1828 des symphonies de Beethoven par François-Antoine Habeneck, sera une révélation, pour Berlioz. « Je venais d’apercevoir en deux apparitions Shakespeare et Weber ; aussitôt, à un autre point de l’horizon, je vis se lever l’immense Beethoven. La secousse que j’en reçus fut presque comparable à celle que m’avait donnée Shakespeare. Il m’ouvrait un monde nouveau en musique, comme le poète m’avait dévoilé un nouvel univers en poésie. »
Il découvre Goethe et son Faust dans la traduction de Gérard de Nerval et compose en 1829 Huit scènes de Faust qui, remaniées, deviendront la légende dramatique La Damnation de Faust en 1846.
Au cours de l'hiver 1829-1830, Berlioz fait la rencontre de la jeune pianiste Marie-Félicité Moke grâce à un ami commun, Ferdinand Hiller. L'un et l'autre enseignent dans une école privée de musique du Marais, elle le piano, et Hiller la guitare. Cette rencontre apporte à Berlioz une consolation, son amour pour Harriet Smithson étant sans espoir.
Le père de Berlioz donne son consentement à leur mariage vers la mi-juin 1830 et les deux jeunes gens se fiancent rapidement, mais la mère de Camille s'oppose à ce mariage qui n'apportera pas, selon elle, à sa fille le rang et la fortune qu'elle souhaite.

#### Rome et l'Italie
Éliminé à l'examen préliminaire en 1826, il est admis à concourir en 1827 mais La Mort d'Orphée est déclarée « inexécutable » ; il n'obtient qu'un second prix en 1828 avec Herminie ; le premier grand prix n'est pas décerné en 1829, année où il compose Cléopâtre, et c'est en 1830, à sa cinquième tentative, que Berlioz remporte finalement le Prix de Rome avec sa cantate Sardanapale. Dans son esprit, ce concours n'a pour objectif que de convaincre sa famille de sa valeur grâce à la recommandation que constitue un prix attribué par l'Académie des beaux-arts. Dans sa lettre du 12 août 1829 à sa sœur Nancy, il écrit en effet : « Que veux-tu que je te dise, ma pauvre sœur, ce maudit concours ne m'intéressait que pour mon père. »
Désappointé par son échec de l'année précédente avec sa cantate Cléopâtre, incomprise du jury (aucun grand prix n'ayant été décerné cette année-là), il décide de refréner son audace habituelle, ce qui s'avère payant. Le 23 août 1830, il écrit à sa mère : « Et voyez la bonhomie de Cherubini qui disait à M. Lesueur « Mais diable c'est un homme ; il faut qu'il ait terriblement travaillé depuis l'année dernière ». Peut-on imaginer un aveuglement pareil, attribuer à l’excès de travail l'invention de quelques mélodies bienheureuses, et me croire grandi quand je me suis rapetissé de moitié ».
La remise des prix a lieu le 30 octobre 1830 et la cantate couronnée est exécutée. Berlioz avait modifié l'ouvrage en ajoutant un morceau purement orchestral plus conforme à sa pensée musicale et décrivant l'incendie final. Malheureusement, le corniste qui doit jouer la note déclenchant l'incendie compte mal ses mesures à vide et l'incendie « ne part pas ». Berlioz écrit : « Ce fut encore une catastrophe musicale et plus cruelle qu'aucune de celles que j'avais éprouvées précédemment… si elle eût été pour moi la dernière. »
S'il flatte peu l'amour-propre de Berlioz, ce prix représente en revanche une reconnaissance officielle. « C'était un diplôme, un titre, et l'indépendance et presque l'aisance pendant cinq ans. »
Créée le 5 décembre de la même année, sa Symphonie fantastique lui attire quant à elle le succès public. Après de vaines démarches pour être dispensé du séjour à l'académie de France à Rome (villa Médicis) récompensant les lauréats, c'est donc contrarié que Berlioz quitte Paris le 30 décembre 1830.

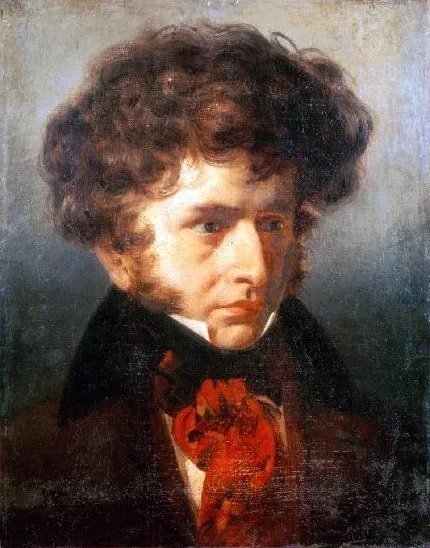
Portrait de Berlioz par Émile Signol, 1832

Durant son séjour à Rome, Berlioz pérégrine beaucoup et compose relativement peu. « Il faut, on le voit, renoncer à peu près à entendre de la musique, quand on habite Rome ; j’en étais venu même, au milieu de cette atmosphère anti-harmonique, à n’en plus pouvoir composer. Tout ce que j’ai produit à l’Académie se borne à trois ou quatre morceaux : 1° une Ouverture de Rob-Roy, longue et diffuse, exécutée à Paris un an après, fort mal reçue du public, et que je brûlai le même jour en sortant du concert ; 2° la Scène aux champs de ma Symphonie fantastique, que je refis presque entièrement en vaguant dans la villa Borghèse ; 3° Le Chant de bonheur de mon monodrame Lélio  que je rêvai, perfidement bercé par mon ennemi intime, le vent du sud, sur les buis touffus et taillés en muraille de notre classique jardin ; 4° cette mélodie qui a nom La Captive, et dont j’étais fort loin, en l’écrivant, de prévoir la fortune. » Il rencontre également Mendelssohn, mais l'Italie l'inspire et le déçoit tout à la fois. Il rentre définitivement à Paris en novembre 1832.
Plusieurs de ses ouvrages porteront néanmoins l'empreinte de l'Italie : ses symphonies Harold en Italie (1834) et Roméo et Juliette (1839) mais également son opéra Benvenuto Cellini (1838).
C'est durant son séjour à Rome que Marie-Félicité Moke rompt avec lui pour se fiancer avec Camille Pleyel, fils du célèbre compositeur et fabricant de pianos Ignace Pleyel. Berlioz décide alors de rentrer à Paris avec le projet de se venger en la tuant mais son escapade s'arrête heureusement à Nice où il reste un mois (du 20 avril au 19 mai 1831), composant l'ouverture du Roi Lear et esquissant celle de Rob Roy, avant de repartir pour Rome. « C'est ainsi que j'ai passé à Nice les vingt plus beaux jours de ma vie. Ô Nizza ! »

### Un compositeur «quasi-officiel» (1831-1845)

#### Retour à Paris
Le 11 septembre 1827, Berlioz tombe amoureux au cours d'une représentation de Hamlet de Shakespeare à l’Odéon, d'une actrice irlandaise qui joue Ophelia, Harriet Smithson. « L'effet de son prodigieux talent, ou plutôt de son génie dramatique, sur mon imagination et sur mon cœur, n'est comparable qu'au bouleversement que me fit subir le poète dont elle était la digne interprète. »
Obsédé par son image, Berlioz, qui est alors totalement inconnu, compose pour elle La Symphonie fantastique en espérant se faire connaître d’elle de cette manière. Le chef d’orchestre, François-Antoine Habeneck, la crée au Conservatoire le 5 décembre 1830, mais c’est seulement à la deuxième reprise, le 9 décembre 1832, qu’Harriet Smithson assiste au concert et comprend qu’elle est la dame qu’évoque la symphonie. Berlioz obtient enfin, cinq ans après, l’entrevue tant désirée avec « la belle Ophelia ».
Le mariage a lieu le 3 octobre 1833 à l'hôtel de Charost avec comme témoin Franz Liszt.
Un fils, Louis, naît le 14 août 1834.

Harriet et Shakespeare, indissolublement liés désormais dans l’esprit de Berlioz, inspirent une grande partie de ses créations ultérieures, comme l’opéra de Roméo et Juliette en 1839,  La Mort d’Ophélie, qui fut composé en 1842, mais qui ne fut jamais joué du vivant de Berlioz, Béatrice et Bénédict (inspiré de Beaucoup de bruit pour rien) en 1862 etc. Quant à son chef-d’œuvre, Harold en Italie, Berlioz l’écrivit en 1834 au temps du bonheur fou avec Harriet.
« Cependant, Hector n’était pas homme à se morfondre à cause de telles considérations, d’autant qu’il fallait assurer notre existence et profiter de l’inspiration que lui envoyait tout ce bonheur. Dès la naissance de Louis, il commença à composer avec allégresse la partition de Benvenuto Cellini et il se voyait déjà triomphant sur la scène de l’Opéra-Comique. » Catherine Choupin, Le Point de vue d'Harriet, 2023, pages 98-99
Dès 1834, Berlioz se fait connaître comme critique dans la Gazette musicale, puis dans le Journal des débats, où il soutient son système musical, qui subordonne l'harmonie à la recherche de l'expression. Sur ces questions, on constate avant tout que, dans la Symphonie fantastique comme ailleurs, son langage harmonique est d'une grande originalité et ignore bien souvent les traditions établies.
La période 1840-1841 voit la composition de la Symphonie funèbre et triomphale et le cycle Les Nuits d'été pour voix et piano sur six poèmes de Théophile Gautier (Villanelle, Le Spectre de la rose, Absence, Sur les lagunes, Au cimetière, L'Île inconnue), que Berlioz orchestre par la suite. Son mariage, en revanche, est un échec, et le couple se sépare. Il entame peu de temps après une liaison avec la cantatrice Marie Recio, qu'il épousera à la mort d'Harriet en 1854.
Pendant l’enfance de Louis, les relations entre Hector Berlioz et son fils sont distantes. Il est mis en pension très tôt, comme c’était l’usage et souffre des absences de son père et de la séparation de ses parents. 
Aspirant dans la marine de guerre, Louis Berlioz passe ensuite à la marine marchande, obtient un brevet de capitaine au long cours et commande le grand paquebot mixte (voiles et hélice) La Louisiane de la toute récente Compagnie générale transatlantique. Il meurt de la fièvre jaune le 5 juin 1867, à l'âge de 32 ans, à la Havane à Cuba.
Pendant les dernières années de leur vie, Hector Berlioz entretient une correspondance régulière avec son fils dont plusieurs lettres sont conservées à la Bibliothèque Nationale de France.
En 1844, il publie sa nouvelle Euphonia dans la Revue et gazette musicale de Paris, avant d'en proposer une version remaniée en 1852 dans le recueil Les Soirées de l'orchestre.

### Une carrière contrariée (1846-1867)
Pendant cette période, Berlioz est reconnu davantage en sa qualité de chef d'orchestre que de compositeur, et est plus apprécié à l'étranger qu'en France. Il dirige ses propres œuvres, mais aussi des œuvres de ses confrères en Belgique, en Allemagne, en Angleterre, en Hongrie ou en Russie, accompagné de Marie. L'Enfance du Christ est accueillie triomphalement (1864). La période anglaise de 1847-1848 est particulièrement fertile en aventures. Berlioz dirige l'orchestre de Drury Lane à Londres, dont le chef d'orchestre est le compositeur Louis-Antoine Jullien, le roi des concerts promenades et des concerts monstres. Jullien avait sollicité la participation de Berlioz, et celui-ci le maudira après l'avoir encensé. Louis-Antoine Jullien est un fou à plus d'un titre.
En 1847, sur les conseils de son ami Balzac, à un moment où il était à court d'argent, comme c'était souvent le cas, il se rend en tournée en Russie, où il remporte un triomphe à Saint-Pétersbourg et à Moscou. Il est logé chez la grande-duchesse Hélène, qui l'accueille avec faste. Aux concerts qu'il dirige dans la salle de l'Assemblée de la noblesse, il est bissé jusqu'à douze fois. Pendant son premier bis, il s'écrie : « Je suis sauvé ! », au deuxième « Je suis riche ! » Il dirige alors Roméo et Juliette, Le Carnaval romain et la Symphonie funèbre et triomphale. Il reviendra en 1867 dans ce qu'il appelle « la fière capitale du Nord ».
En 1856, il entame la composition de ce que certains considèrent comme son opus magnum (son « grand œuvre »), Les Troyens, et écrit le livret de cet opéra inspiré de L'Énéide de Virgile, poète auquel il est d'ailleurs dédié (la partition porte en effet la dédicace Diuo Virgilio, « Au divin Virgile »). La genèse de son ouvrage remonte à sa plus tendre enfance, et l'influence de Virgile et de Shakespeare sont récurrentes dans son œuvre. Les Troyens sont achevés deux ans plus tard, mais Berlioz ne peut les faire jouer dans son intégralité, car les administrateurs sont rebutés par la durée de l'œuvre et les moyens exigés.

#### Dernières années

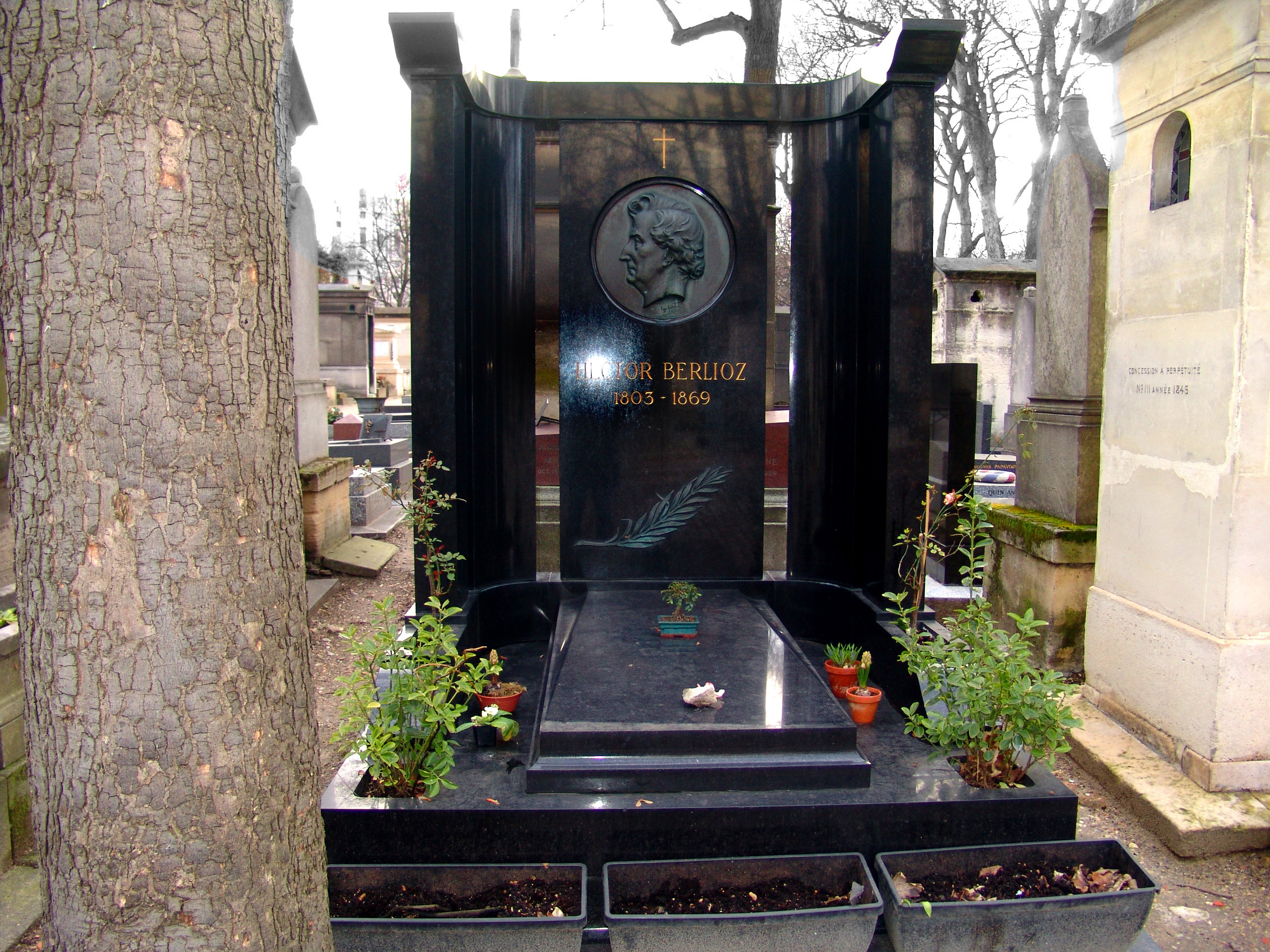
Tombe d'Hector Berlioz au cimetière de Montmartre (Paris).

En 1862, Berlioz compose l'opéra-comique Béatrice et Bénédict, inspiré de Beaucoup de bruit pour rien de Shakespeare, mais il doit affronter la mort de Marie la même année, puis de son fils Louis, en 1866. Après une tournée triomphale en Russie, au cours de laquelle il va influencer les jeunes Moussorgski, Rimski-Korsakov et Borodine, il fait un voyage à Nice en mars 1868, où il se blesse en faisant une chute. En août 1868, il effectue son dernier voyage à Grenoble, la ville de résidence de sa sœur et de sa famille. Invité par le maire Jean-Thomas Vendre à l'occasion de trois journées de festivité organisées pour l'inauguration d'une statue équestre de Napoléon Ier, il préside un festival de musique.
Il meurt le 8 mars 1869 à Paris, au 4 rue de Calais, dans le quartier de la « Nouvelle-Athènes » (9e arrondissement de Paris). Il repose au cimetière de Montmartre (avenue Berlioz, 20e division, 1re ligne), auprès de ses deux épouses Harriet Smithson et Marie Recio.

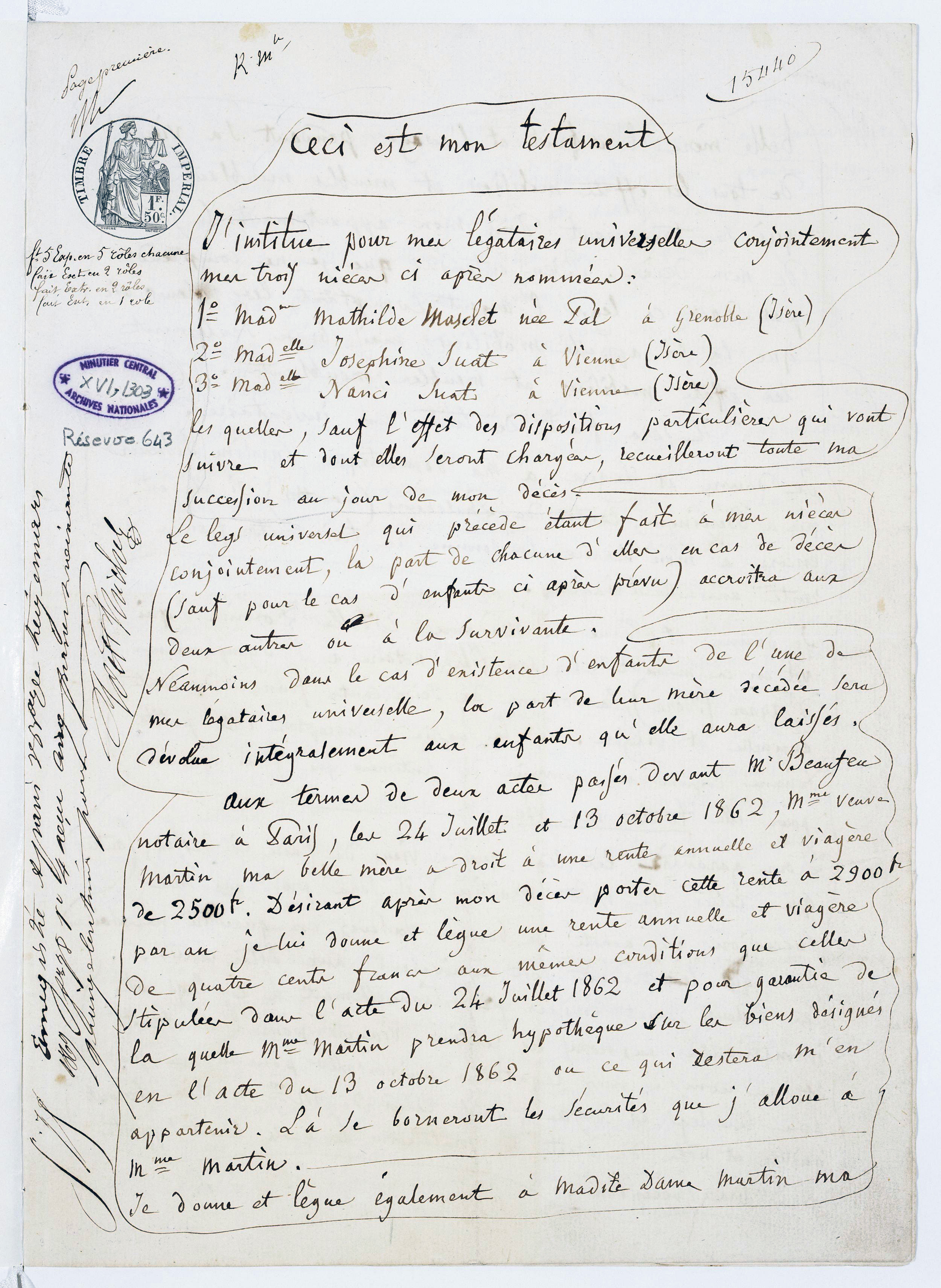
Testament olographe d'Hector Berlioz, Archives nationales.

Le Minutier central des notaires de Paris, aux Archives nationales, conserve son testament olographe, daté du 29 juillet 1867 et accompagné d'un codicille du 12 juin 1868. Un inventaire de ses biens a été dressé à la suite de son décès entre les 5 et 18 mai 1869.

## Œuvres principales
Hector Berlioz laisse 124 œuvres musicales.

### Musique symphonique
- 1830 : Symphonie fantastique, épisode de la vie d’un artiste, symphonie à programme, op. 14
- 1834 : Harold en Italie, symphonie concertante avec alto principal, op. 16
- 1839 : Roméo et Juliette, symphonie dramatique pour solistes, chœur et orchestre, op. 17
- 1840 : Symphonie funèbre et triomphale, op. 15

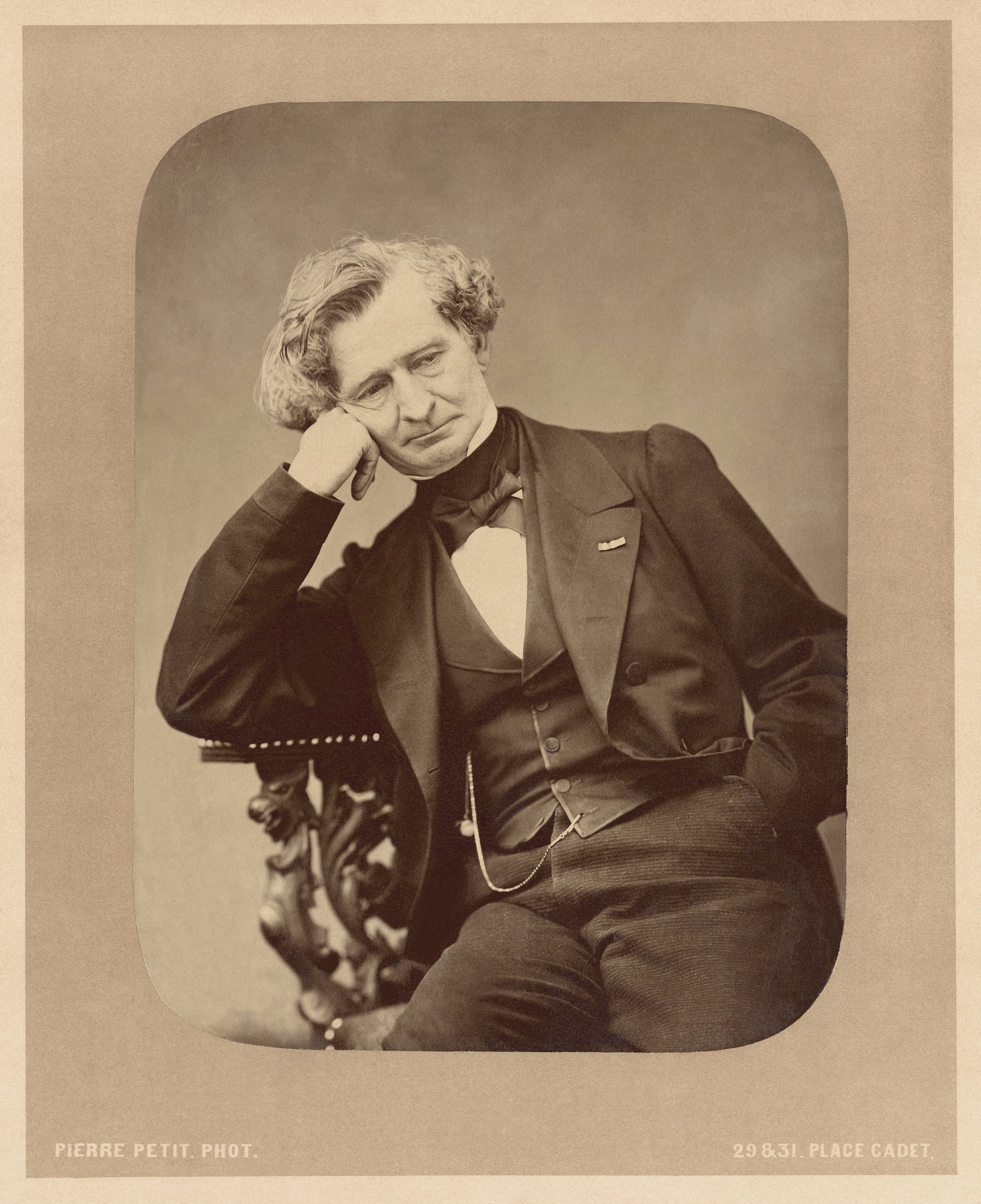
Hector Berlioz par Pierre Petit, photographie de 1863.

### Ouverture
- 1828 : Waverley, op. 1
- 1831 : Le Roi Lear, op. 4
- 1831 : Rob Roy
- 1843–1844 : Le Carnaval romain, op. 9
- 1844 : Le Corsaire, op. 21
- 1864 : Marche troyenne

### Musique lyrique
- 1823 : Estelle et Némorin, perdu
- 1826–1833 : Les Francs-Juges, partition incomplète, op. 3
- 1834–1838 : Benvenuto Cellini, op. 23
- 1841-1847 : La Nonne sanglante, inachevé
- 1846 : La Damnation de Faust, légende dramatique, destinée au concert, op. 24
- 1856-1858 : Les Troyens, op. 29
- 1860-1862 : Béatrice et Bénédict, op. 27

### Musique chorale et vocale
- 1824 : Messe solennelle, retrouvée en 1992 alors que Berlioz prétendait l'avoir détruite
- 1829 : La Mort de Cléopâtre
- 1832 : Le Retour à la vie, deuxième partie de l'Épisode de la vie d’un artiste, plus tard (en 1855) intitulée Lélio ou le Retour à la vie, monodrame lyrique, destinée au concert, op. 14b
- 1837 : Grande Messe des morts ou Requiem, op. 5
- 1840–1841 : Les Nuits d'été, op. 7
- 1846 : Le Chant des chemins de fer, op. 19 no 3
- 1849–1851 : Tristia, op. 18
- 1850–1854 : L'Enfance du Christ, trilogie sacrée, destinée au concert, op. 25
- 1849–1855 : Te Deum, op. 22

### Littérature
Voir plus bas la section "Œuvre littéraire de Berlioz", dans "Bibliographie".

## Analyse de l'œuvre

### Les quatre symphonies

#### De laSymphonie fantastiqueauRetour à la vie

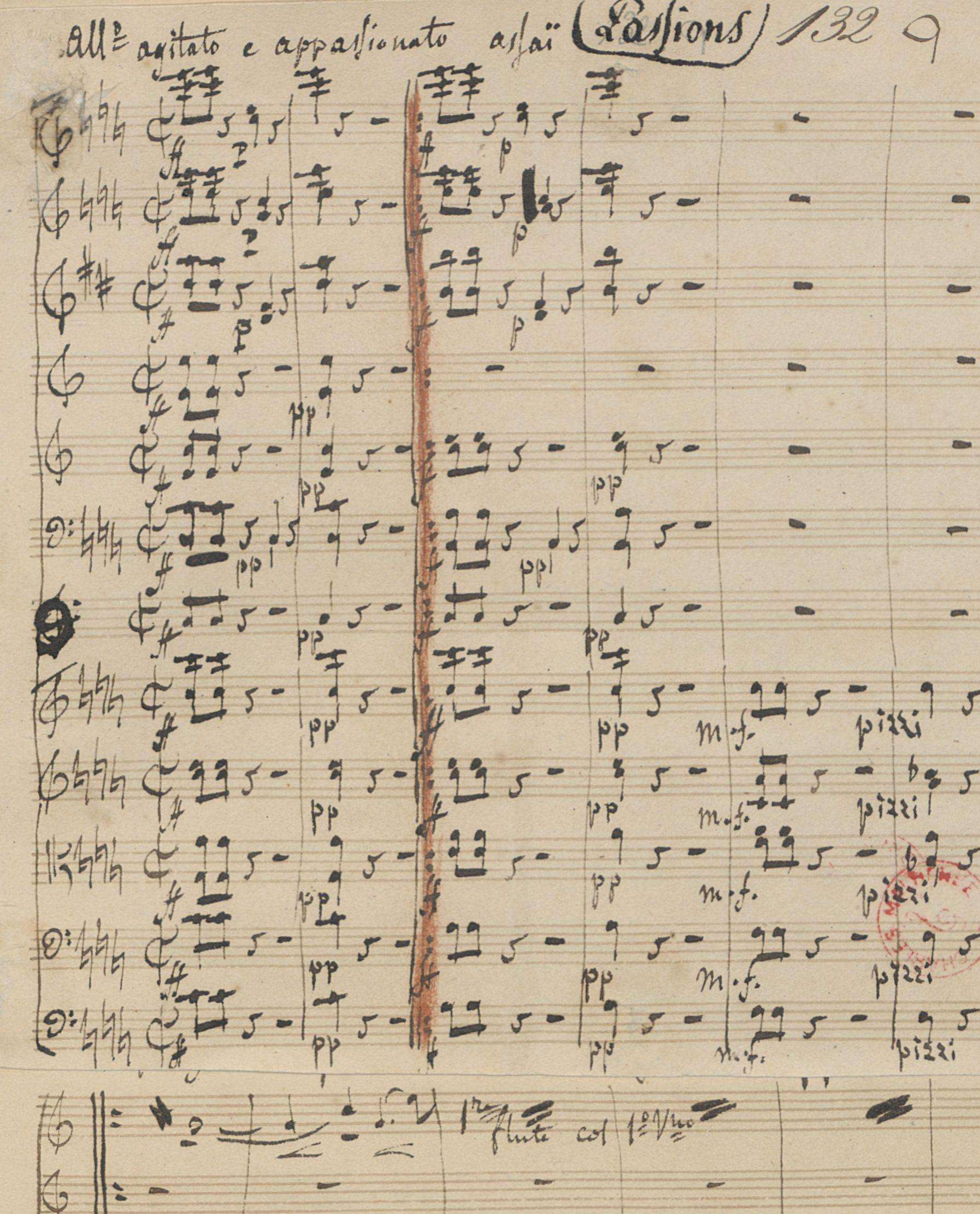
Hector Berlioz, extrait du manuscrit de la Symphonie fantastique (1830), passage des "Passions"

Dès 1830, six ans seulement après la symphonie no 9 de Beethoven, encore sous l'influence du Faust de Goethe qu'il venait de lire, Berlioz compose la Symphonie fantastique, op. 14, qui enthousiasme Franz Liszt. Elle est créée le 5 décembre 1830, dans la salle du conservatoire où fut également exécutée sa cantate Sardanapale avec laquelle il obtint le prix de Rome en 1830. « L’exécution ne fut pas irréprochable, ce n'était pas avec deux répétitions seulement qu'on pouvait en obtenir une parfaite pour des œuvres aussi compliquées. L'ensemble toutefois fut suffisant pour en laisser les traits principaux.Trois morceaux de la symphonie, Le Bal, La Marche au supplice et Le Sabbat, firent une grande sensation. La Marche au supplice surtout bouleversa la salle. La Scène aux champs ne produisit aucun effet. Elle ressemblait peu, il est vrai, à ce qu'elle est aujourd'hui. Je pris aussitôt la résolution de la récrire. »
Avec cette œuvre, Berlioz va lancer une toute nouvelle forme de « musique descriptive », appelée « musique à programme » et va avoir un écho important chez les musiciens des pays germaniques (auprès du hongrois Franz Liszt et plus tard chez l'allemand Richard Strauss). Par la suite, elle influencera la musique française (Saint-Saëns, Dukas, Franck et d'Indy).
Lélio ou le Retour à la vie, est composé lors du séjour de Berlioz à la villa Médicis et constitue une suite et complément de la Symphonie fantastique (pour cette raison, Berlioz demande que cet ouvrage soit exécuté immédiatement après la Symphonie fantastique). Lélio alterne chant, chœurs et monologues. Berlioz a puisé des éléments de ses ouvrages antérieurs, en particulier La Mort d’Orphée (1827) pour le Chant de bonheur et La Harpe éolienne et la Fantaisie sur la Tempête de Shakespeare qu'il avait écrit en 1830 avant son départ pour Rome. Le texte, composé par Berlioz lui-même, a pour sujet sa passion alors non partagée pour l'actrice Harriet Smithson, ainsi que ses conceptions sur l'art.
C'est le 9 décembre 1832 dans la salle du Conservatoire qu'est créé Lélio, précédé de la Fantastique. Harriet Smithson, qui était présente au concert, accepte alors d'être présentée à Berlioz.

#### Harold en Italie
Cette symphonie fut écrite à l'initiative du violoniste Niccolò Paganini. En effet, celui-ci se disant trop malade pour composer demanda à Berlioz d'écrire une pièce pour le Stradivarius alto qu'il venait d'acquérir. Quand Berlioz lui propose les premières esquisses de l'ouvrage, les nombreuses pauses que comportait la partie solo firent échouer le projet. En effet, Paganini s'attendait à un concerto, ce qui ne correspondait pas à la pensée créatrice de Berlioz. « Reconnaissant alors que mon plan ne pouvait lui convenir, je m'appliquais à l'exécuter dans une autre intention et sans plus m'inquiéter des moyens de faire briller l'alto principal. J'imaginais d'écrire pour l'orchestre une suite de scènes, auxquelles l'alto solo se trouverait mêlé comme un personnage plus ou moins actif conservant toujours son caractère propre ; je voulus faire de l'alto, en le plaçant au milieu des poétiques souvenirs que m'avaient laissées mes pérégrinations dans les Abruzzes, une sorte de rêveur mélancolique dans le genre du Childe Harold de Byron. De là le titre de la symphonie : Harold en Italie. »
Cette symphonie se compose de quatre mouvements : Harold aux montagnes, Marche des Pèlerins, Sérénade et Orgie des brigands. Elle est créée le 23 novembre 1834, salle du Conservatoire, puis redonnée le 14 et le 28 décembre 1834 sous la direction de Girard. C'est à cette occasion que devant les erreurs de direction de Girard, Berlioz prit la décision de diriger lui-même ses ouvrages, devenant ainsi un chef d'orchestre reconnu tant en France qu'au niveau européen.
Paganini entendit l'œuvre en concert le 16 décembre 1838. Son enthousiasme fut tel qu'il fit don de 20 000 francs à Berlioz, ce qui permit à celui-ci de se consacrer à sa troisième symphonie Roméo et Juliette.

#### Roméo et Juliette
« Ah ! cette fois, plus de feuilletons, ou du moins presque plus, j'avais de l'argent, Paganini me l'avait donné pour faire de la musique et j'en fis. Je travaillais sept mois à ma symphonie sans m'interrompre plus de trois ou quatre jours sur trente. […] Enfin, après une assez longue hésitation, je m’arrêtais à l'idée d'une symphonie avec chœurs, solos de chant et récitatif choral, dont le drame de Shakespeare, Roméo et Juliette, serait le sujet sublime et toujours nouveau. J'écrivis en prose tout le texte destiné au chant entre les morceaux de musique instrumentale ; Émile Deschamps, avec sa charmante obligeance et sa facilité extraordinaire, le mit en vers, et je commençai. »
La première audition a lieu le 24 novembre 1839, salle du Conservatoire sous la direction de Berlioz (200 exécutants), suivie de deux autres, les 1er et 15 décembre 1839. Richard Wagner, présent à une de ces auditions, écrit dans ses mémoires : « C'était sans contredit un monde tout nouveau pour moi....Tout d'abord, j'avais été presque étourdi par la puissance d'une virtuosité d'orchestre dont je n'avais encore aucune idée. La hardiesse fantastique et la sévère précision avec lesquelles on abordait les combinaisons les plus osées, rendaient celles-ci comme palpables ». Le succès est grand. Berlioz rapporte dans sa lettre du 26 novembre 1839, adressée à son père : « L'affluence a été telle qu'on a refusé au bureau pour plus de quinze cents francs de location… C'est probablement le succès le plus grand que j'ai obtenu… Balzac me disait ce matin : “C'était un cerveau que votre salle de concert”. On y remarquait en effet toutes les notabilités intelligentes de Paris. »

#### Symphonie funèbre et triomphale
La Symphonie funèbre et triomphale est une commande du ministre de l'Intérieur, Charles de Rémusat, pour le transfert des victimes des trois journées de la révolution de 1830 vers le monument qui venait d'être élevé sur la place de la Bastille, la colonne de la Bastille. Destinée à être exécutée en plein air (au moins la première fois), cette symphonie est conçue pour une masse d'instruments à vent et de percussions (Berlioz y emploie en particulier un chapeau chinois). Elle se compose de trois mouvements : Marche funèbre, Oraison funèbre et Apothéose, les deux derniers s’enchaînant sans interruption. Par la suite, Berlioz a ajouté un orchestre à cordes et un chœur dans le final de l’Apothéose. Les deux versions sont toujours jouées en concert. Richard Wagner en a fait ainsi le commentaire : « Je n’aurais vraiment nulle répugnance à donner le pas à cette composition sur les autres œuvres de Berlioz : elle est noble et grande de la première à la dernière note…; un sublime enthousiasme patriotique, qui s’élève du ton de la déploration aux plus hauts sommets de l’apothéose, garde cette œuvre de toute exaltation malsaine. »

### Œuvres lyriques

#### Benvenuto Cellini
L'atmosphère de cabale organisée par les adversaires de Berlioz pour son entrée à l'Opéra de Paris avec Benvenuto Cellini en 1838 conduit à l'échec des représentations. Toutefois, son engagement à la bibliothèque du Conservatoire et l'estime que lui porte Paganini lui permettent d'écrire Roméo et Juliette.

#### La Damnation de Faust
La lecture du Faust de Goethe inspira à Berlioz l'écriture des Huit scènes de Faust en 1828. « Je dois encore signaler comme un des incidents remarquables de ma vie, l’impression étrange et profonde que je reçus en lisant pour la première fois le Faust de Goethe traduit en français par Gérard de Nerval. Le merveilleux livre me fascina de prime abord ; je ne le quittai plus ; […] Cette traduction en prose contenait quelques fragments versifiés, chansons, hymnes, etc. Je cédai à la tentation de les mettre en musique […] Quelques exemplaires de cet ouvrage publié à Paris sous le titre de Huit scènes de Faust, se répandirent ainsi. »
Berlioz, trouvant de « nombreux et énormes défauts » à cette œuvre « incomplète et fort mal écrite » la renia. « Dès que ma conviction fut fixée sur ce point, je me hâtai de réunir tous les exemplaires des Huit scènes de Faust que je pus trouver et je les détruisis. »
C'est en 1845, lors d'un voyage en Autriche, en Hongrie, en Bohème et en Silésie que Berlioz reprit son projet de 1828. Le livret, constitué des fragments retouchés utilisés dans les Huit scènes de Faust, auxquels il rajoute deux ou trois scènes écrites par M. Gandonnière, est complété par les vers de Berlioz. Il composa cet ouvrage avec beaucoup de facilité, ne cherchant pas les idées mais les laissant venir à l'improviste. Dans une auberge de Passau, sur les frontières de la Bavière, il composa l’introduction « Le vieil hiver a fait place au printemps » ; à Vienne sur les bords de l’Elbe, l’air de Méphistophélès « Voici des roses » ; à Pesth, à la lueur du bec de gaz d’une boutique, la Ronde des paysans ; à Prague, il se leva au milieu de la nuit pour noter le chœur d’anges de l’apothéose de Marguerite « Remonte au ciel, âme naïve » ; à Breslau, il imagina les paroles et la musique de la chanson latine des étudiants « Jam nox stellata velalina pandit ». L’effet extraordinaire que produisit la marche sur le thème hongrois de Rákóczy, exécutée à Pesth le 15 février 1846, décida Berlioz à l’introduire dans sa nouvelle œuvre.
Les première et deuxième auditions de La Damnation de Faust, légende dramatique en 4 partie eurent lieu les 6 et 20 décembre 1846 à l'Opéra-Comique à Paris devant des salles à moitié vides. Le chroniqueur du journal satirique Le Charivari rapporte dans un trait spirituel : « La Chanson du rat va passer inaperçue, puisqu'il n'y a pas un chat dans la salle ». Berlioz qui avait tout investi dans l’entreprise se trouva ruiné et projeta alors de s'en sortir par une tournée en Russie. Berlioz envisagea une adaptation à la scène qui n'aboutira pas. La première mise en scène réalisée par Raoul Gunsbourg à l'Opéra de Monte-Carlo le 7 mars 1893 rencontra un grand succès. Depuis, l’ouvre est donnée dans ses deux versions, en concert ou avec des mises en scène.

#### L'Enfance du Christ
L'Enfance du Christ a pour origine une mystification. Lors d'une soirée passée chez son ami l'architecte Joseph-Louis Duc, Berlioz qui détestait les jeux de cartes montre un tel ennui qu'on lui propose de composer une pièce musicale pour s'occuper. Un premier morceau d'orgue voit le jour, auquel l'auteur ajoutera des paroles et qui deviendra L'Adieu des bergers à la Sainte Famille. La forme proche des mystères médiévaux, et l'envie sans doute de mystifier la critique parisienne hostile à sa musique, pousse Berlioz à l'attribuer à un certain Pierre Ducré, musicien ayant vécu au XVIIIe siècle et dont Berlioz aurait retrouvé le manuscrit à la bibliothèque du Conservatoire. La partition porte de ce fait la mention « L’Adieu des bergers à la Sainte Famille. Fragment de la Fuite en Égypte, mystère en 6 actes par Pierre Ducré, maître de musique de la Sainte-Chapelle de Paris, 1679 ». Dans sa lettre à Théophile Gautier le 18 décembre 1853, Berlioz relate la création de cette pièce : « On exécuta à Paris le Chœur des bergers dans deux concerts de la Nouvelle société philharmonique sous le nom de Pierre Ducré, maître de chapelle de mon invention qui ne vivait pas au XVIIe siècle. Le chœur eut beaucoup de succès auprès des personnes surtout qui me font l'honneur de me détester. »
Le 30 mai 1853, Berlioz dirige le 6e concert de la Old Philarmonic Society de Londres où il fait entendre pour la première fois Le Repos de la Sainte Famille. Le succès est tel que Berlioz décide de compléter son œuvre.
L’Enfance du Christ, dont les paroles sont également de Berlioz, se compose finalement de trois parties : Le Songe d'Hérode (achevé le 27 juillet 1854), La Fuite en Égypte (donnée en concert le 18 décembre 1853 à Paris) et L'Arrivée à Saïs. La première audition dans sa totalité est donnée lors du concert du 10 décembre 1854 salle Herz sous le titre « L’Enfance du Christ, trilogie sacrée, paroles et musique de M. H. Berlioz. » Le succès est unanime et indigne Berlioz qui le trouve calomnieux pour ses œuvres antérieures : « Plusieurs personnes ont cru voir dans cette partition un changement complet de mon style et de ma manière. Rien n'est moins fondé que cette opinion. Le sujet a amené naturellement une musique naïve et douce, et par cela même plus en rapport avec leur goût et leur intelligence, qui, avec le temps, avaient dû en outre se développer. J'eusse écrit L'Enfance du Christ de la même façon il y a vingt ans. »

#### Les Troyens
L'opéra en 5 actes Les Troyens est très largement inspiré des livres II et IV de L'Énéide de Virgile (livre de chevet d'Hector Berlioz depuis son enfance). Cet opéra représente la plus ambitieuse de toutes les créations d'Hector Berlioz et est considéré comme un sommet du répertoire lyrique.

### Musique religieuse

#### Messe solennelle
M. Masson, maître de chapelle de l’église de Saint-Roch, demanda à Berlioz d’écrire une messe solennelle qu’il ferait exécuter, le jour des Saints-Innocents, fête patronale des enfants de chœur. La copie fut confiée à ses jeunes élèves et c'est Henri Valentino alors à la tête de l’orchestre de l’Opéra qui devait en assurer la direction grâce à l’intervention de Lesueur. Le 27 décembre 1824 la répétition générale fut un fiasco : « il se trouva que nous avions pour tout bien vingt choristes, dont quinze ténors et cinq basses, douze enfants, neuf violons, un alto, un hautbois, un cor et un basson... Valentino, résigné, donne le signal, on commence ; mais, après quelques instants, il faut s’arrêter à cause des innombrables fautes de copie que chacun signale dans les parties. Ici on a oublié d’écrire les bémols et les dièses à la clef ; là il manque dix pauses ; plus loin on a omis trente mesures. C’est un gâchis à ne pas se reconnaître,... Cette leçon au moins ne fut pas perdue. Le peu de ma composition malheureuse que j’avais entendu, m’ayant fait découvrir ses défauts les plus saillants, je pris aussitôt une résolution radicale dans laquelle Valentino me raffermit, en me promettant de ne pas m’abandonner, lorsqu’il s’agirait plus tard de prendre ma revanche. Je refis cette messe presque entièrement. ». L’exécution qui devait avoir lieu le lendemain fut reportée.
Grâce à un emprunt de 1 200 francs contracté auprès d'Augustin de Pons et après avoir copié lui-même les parties, Berlioz fit exécuter la nouvelle version de sa Messe solennelle à Saint-Roch le 10 juillet 1825. Son maître lui déclara : « Venez que je vous embrasse ; morbleu ! vous ne serez ni médecin ni apothicaire, mais un grand compositeur ; vous avez du génie, je vous le dis parce que c'est vrai ; il y a trop de notes dans votre messe, vous vous êtes laissé emporter, mais, à travers toutes ses pétulances d'idées, pas une intention n'est manquée, tous vos tableaux sont vrais ; c'est d'un effet inconcevable. » »
N'ayant jamais été éditée, l’œuvre fut longtemps considérée comme perdue jusqu'à ce que le chef de chœur et organiste Frans Moors retrouve par hasard le manuscrit autographe (que Berlioz avait affirmé avoir brûlé) en 1991 à l'église Saint-Charles-Borromée d'Anvers. Recréée le 3 octobre 1993 sous la baguette de John Eliot Gardiner en l'église Saint Petri de Brême, elle est publiée pour la première fois en 1994 dans la New Berlioz Edition chez Bärenreiter.
Bärenreiter ayant accordé les droits de la création française et du premier enregistrement mondial de l’œuvre à la structure de production Opéra d'Automne, la création française eut lieu le 7 octobre 1993 dans la basilique Sainte-Madeleine de Vézelay, sous la direction de Jean-Paul Penin, à la tête de l'orchestre de la Philharmonie Nationale de Cracovie, sous les auspices de la Présidence de la République et de l'UNESCO (Direction du Patrimoine mondial). Les interprètes étaient : Christa Pfeiler (mezzo-soprano),(Ruben Velasquez (ténor), Jacques Perroni (baryton-basse) et le chef de chœur, Jacek Mentl. Le même soir eut lieu une deuxième excécution, pour les besoins de l'enregistrement par France Télévision (France 3) et France Musique (enregistrement publié chez Musidisc-mars 1994),.
L'année suivante, la Messe Solennelle fut donnée au festival Berlioz de la Côte Saint-André, toujours sous la direction de Jean-Paul Penin, avec l'orchestre de la Philharmonie Nationale de Cracovie. Avec l'appui de l'UNESCO, des ambassades de France au Paraguay et en Argentine, La création américaine de la Messe Solennelle eut dans la mission Jésuite d'Encarnaçion, puis au Teatro Colon de Buenos Aires (Orchestre Philharmonique de Buenos Aires), sous la direction du même chef.

#### Requiem

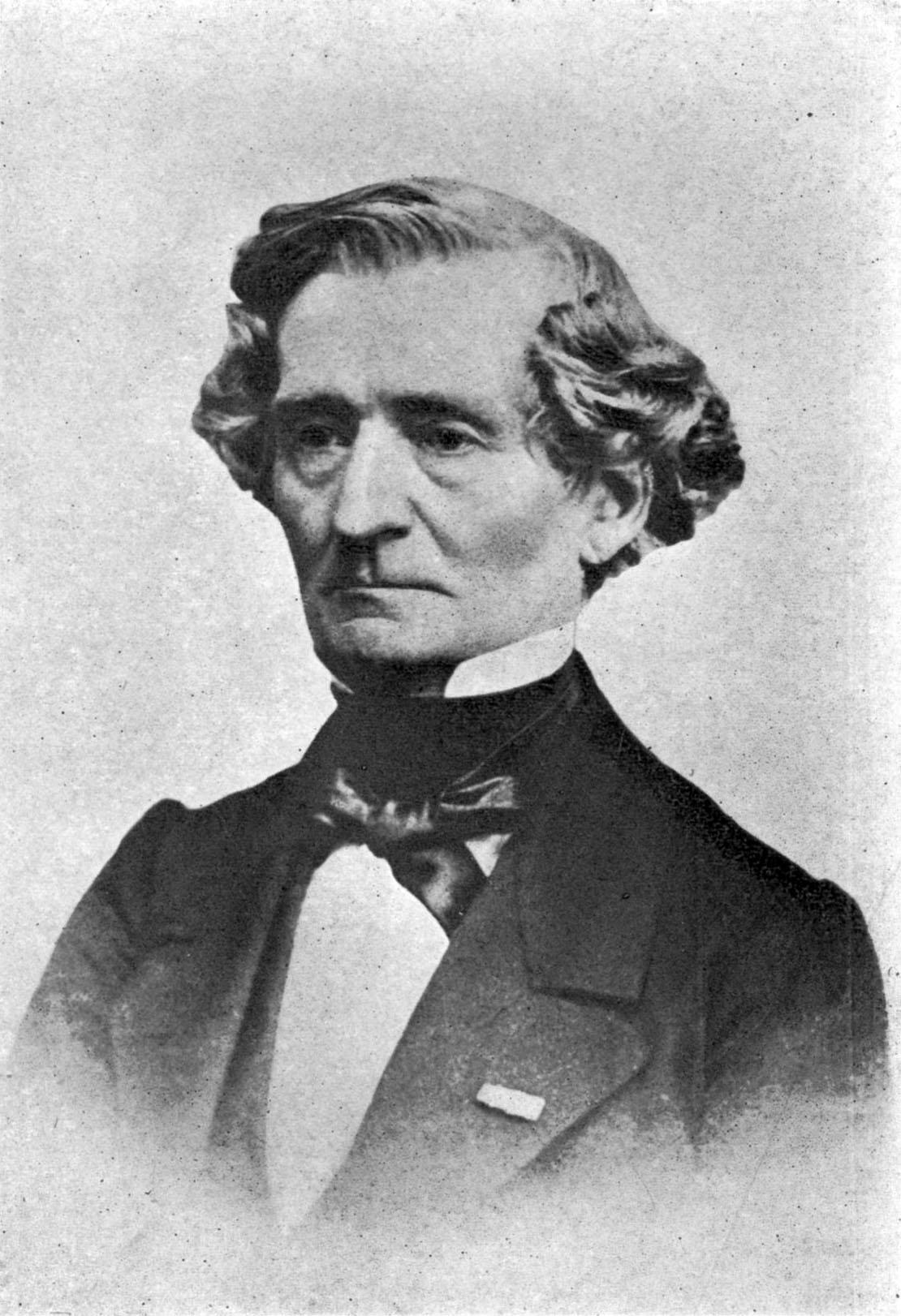
Berlioz, avant 1864.
Cliché de Charles Reutlinger.

Tout aussi anticlérical que le roi Louis-Philippe, Berlioz écrivit néanmoins de la musique d'inspiration religieuse. Celle-ci est avant tout marquée par une théâtralisation bien éloignée de l'esprit liturgique.
Alors qu'il était considéré dans toute l'Europe comme un héros romantique, tourné vers l'Allemagne (mais au langage très « personnel », unique), Berlioz avait en fait de nombreux ennemis à Paris. Le romantisme allemand n'avait pas encore pris pied en France où les inspirations française et italienne restaient toujours très présentes, comme lors des siècles précédents. De ce fait, l'art musical pouvait être soumis à la politique, au pouvoir, aux alliances et aux trahisons…
En mars 1837 Berlioz obtint une commande sur proposition du ministre de l'intérieur Adrien de Gasparin, (à qui le requiem fut dédié) pour une messe des morts, sur les fonds du département des Beaux-Arts. Les partisans du directeur du Conservatoire, Luigi Cherubini, tentèrent en vain de faire résilier le contrat. D'un point de vue purement musical, Berlioz était trop hors-normes et trop proche du mouvement romantique. Après qu'il eut terminé l'œuvre (en moins de trois mois) et que les arrangements eurent été pris pour la création en concert, le ministère annula celui-ci, sans explication.
Le Requiem eut cependant sa chance, grâce au service solennel organisé à l'hôtel des Invalides pour l’inhumation du général Damrémont. Le 5 décembre 1837, il fut joué dans la chapelle des Invalides, décorée de milliers de chandelles pour la circonstance, en présence de la famille royale, du corps diplomatique et de toute la haute société parisienne ; Berlioz avait obtenu cent quatre-vingt-dix instrumentistes, deux cent dix choristes, quatre ensembles de cuivres placés dans les coins de la chapelle, ainsi que seize timbales.

« Au moment de [l'entrée des quatre orchestres de cuivres], au début du Tuba mirum qui s’enchaîne sans interruption avec le Dies irae, le mouvement s’élargit du double ; tous les instruments de cuivre éclatent d’abord ensemble dans le nouveau mouvement, puis s’interpellent et se répondent à distance, par des entrées successives, à la tierce supérieure les unes des autres. Il est donc de la plus haute importance de clairement indiquer les quatre temps de la grande mesure à l’instant où elle intervient. Sans quoi ce terrible cataclysme musical, préparé de si longue main, où des moyens exceptionnels et formidables sont employés dans des proportions et des combinaisons que nul n’avait tentées alors et n’a essayées depuis, ce tableau musical du Jugement dernier, qui restera, je l’espère, comme quelque chose de grand dans notre art, peut ne produire qu’une immense et effroyable cacophonie.
Par suite de ma méfiance habituelle, j’étais resté derrière Habeneck et, lui tournant le dos, je surveillais le groupe des timbaliers, qu’il ne pouvait pas voir, le moment approchant où ils allaient prendre part à la mêlée générale. Il y a peut-être mille mesures dans mon Requiem. Précisément sur celle dont je viens de parler, celle où le mouvement s’élargit, celle où les instruments de cuivre lancent leur terrible fanfare, sur la mesure unique enfin dans laquelle l’action du chef d’orchestre est absolument indispensable, Habeneck baisse son bâton, tire tranquillement sa tabatière et se met à prendre une prise de tabac. J’avais toujours l’œil de son côté ; À l’instant je pivote rapidement sur un talon, et m’élançant devant lui, j’étends mon bras et je marque les quatre grands temps du nouveau mouvement. Les orchestres me suivent, tout part en ordre, je conduis le morceau jusqu’à la fin, et l’effet que j’avais rêvé est produit. Quand, aux derniers mots du chœur, Habeneck vit le Tuba mirum sauvé : “Quelle sueur froide j’ai eue, me dit-il, sans vous nous étions perdus ! — Oui, je le sais bien”, répondis-je en le regardant fixement. Je n’ajoutai pas un mot […] L’a-t-il fait exprès ? Serait-il possible que cet homme, d’accord avec M. XX., qui me détestait, et les amis de Cherubini ait osé méditer et tenter de commettre une aussi basse scélératesse ? Je n’y veux pas songer… Mais je n’en doute pas. Dieu me pardonne si je lui fais injure. »

—  .
Le Requiem valut à Berlioz un succès critique et public. Berlioz écrit le 11 janvier 1867 à Humbert Ferrand: « Si j'étais menacé de voir brûler mon œuvre entière, moins  une partition, c'est pour la Messe des morts que je demanderais grâce. »

#### Te Deum
Le Te Deum fut composé entre novembre-décembre 1848 et août-septembre 1849. Berlioz attendait une grande cérémonie pour le créer. En 1852, il espéra un moment le faire exécuter pour le sacre de Napoléon III; mais cet événement n'ayant pu aboutir, c'est finalement à l'inauguration de l'exposition universelle le 30 avril 1855, qu'il fut entendu la première fois à Saint-Eustache sous sa direction. Ce fut une exécution grandiose avec 900 exécutants et un orgue spécialement créé pour l'occasion. L’œuvre emprunte plusieurs passages à sa Messe solennelle (en particulier le thème de l’Agnus Dei), écrite vingt-cinq ans plus tôt, et des partitions inachevées du compositeur. Le Te Deum est composé de plusieurs mouvements, appelés Hymnes ou Prières par Berlioz :
1. Te Deum (Hymne)
2. Tibi omnes (Hymne)
3. Prélude pour orchestre. Dignare (Prière)
4. Christe, Rex gloriae (Hymne)
5. Te ergo quaesumus (Prière)
6. Judex crederis (Hymne et prière)
7. Marche pour la présentation des drapeaux, pour orchestre

En ce qui concerne le Prélude, Berlioz précise : « Si le Te Deum n’est pas exécuté dans une cérémonie d’actions de grâce pour une victoire ou toute autre se ralliant par quelque point aux idées militaires, on n’exécutera pas ce prélude. » Dans une lettre à Liszt le 14 avril 1855, il écrit : « À propos du Te Deum, j’ai purement et simplement supprimé le prélude où se trouvent les modulations douteuses. » Celui-ci ne fut ni publié ni exécuté du vivant de Berlioz.
Il n'en est pas de même du mouvement Marche pour la présentation des drapeaux, nécessitant, à la demande de l'auteur, la présence de 12 harpes et de ce fait souvent omis dans les enregistrements. Le mouvement fut pourtant bien exécuté à la création du Te Deum en 1855.
Cette création fut couronnée de succès. Dans Le Pays, Journal de l'Empire, Escudier rapporte dans son feuilleton musical du 1er mai : « œuvre grandiose qui a produit un effet immense […] Ce chant pompeux d'actions de grâce a des proportions gigantesques, […] nouvelle preuve de son génie. »

### Instrumentation et orchestration
- Si vous ne connaissez pas le sujet, laissez ce bandeau (vous pouvez alors contacter les auteurs).
- Si vous supprimez le contenu mis en cause (vous pouvez préalablement contacter les auteurs),

argumentez précisément cette suppression dans la page de discussion
(un manque de référence n'est pas un argument ; une recherche réelle de référence doit avoir été effectuée, être formellement documentée).
Les thèmes beethovéniens et shakespeariens, qui s'entrecroisent dans toute la production de Berlioz, ont fortement marqué son œuvre. À cela il faut ajouter l'attachement qu'il portait à la réforme de l'opéra français, qui s'était développée à l'initiative de Gluck, sous les règnes du Louis XV et Louis XVI, à l'orée de l'ère classique (au début du troisième tiers du XVIIIe siècle), sans oublier le goût de Berlioz pour la musique de la période révolutionnaire et de l'Empire (cela ne l'empêchait nullement d'être monarchiste : le romantisme se développa en France à l'époque du roi Louis-Philippe Ier, monarque orléaniste et donc favorable à la monarchie constitutionnelle que les débuts de la Révolution avaient instaurée).
C'est ainsi que Berlioz est l'auteur d'une orchestration de La Marseillaise, encore souvent entendue actuellement. Il est aussi une grande figure romantique à l'humour ravageur, mais très rigoureux dans l'écriture et très exalté dans l'exécution. Son œuvre va peu à peu se dégager de la forme musicale académique de son temps pour s'orienter vers des orchestrations d'une grande richesse de timbres et de couleurs, une écriture contrapuntique toute personnelle et un penchant pour les très grandes formations orchestrales. Ses velléités de liberté le conduiront à s'affranchir des textes qu'il met en musique, au point de les écrire lui-même, comme le fit aussi Richard Wagner.
Sans tomber dans l'exagération qui prévalait à l'époque, Berlioz s'intéressa énormément à la nature des timbres. Il fut également l'ami d'Adolphe Sax, dont il encourageait fortement les travaux, notamment ceux concernant la famille des saxophones.
Irréductible à toute école, la musique de Berlioz est d'une grande originalité. Cependant, en dépit des succès considérables remportés à l'étranger, son œuvre est restée longtemps méconnue dans son propre pays, voire mésestimée, mis à part certains extraits de la Damnation de Faust et, bien sûr, la Symphonie fantastique, qui a fait l'objet de superbes et indémodables enregistrements dus à Pierre Monteux, Charles Munch et Igor Markevitch.
L'œuvre de Berlioz a cependant été reçue avec chaleur en Allemagne, et ce depuis les premières représentations des Troyens par Félix Mottl, à la fin du XIXe siècle, jusqu’à Rafael Kubelík, qui fut l’artisan de sa résurrection dans les années 1960. Depuis, les Allemands n'ont pas hésité à organiser des congrès Berlioz dans leur pays, par exemple à Essen-Werden, en juin 2003, sous l’initiative d’Hermann Hofer et de Matthias Brzoska. Ces toutes dernières années, Les Troyens et Benvenuto Cellini sont passés dans le répertoire habituel de Dresde, Leipzig, Mannheim, Hambourg, Dortmund, Düsseldorf et Gelsenkirchen.
En France, sous la direction de Serge Baudo, Lyon a accueilli pendant quelque dix ans le festival international Hector-Berlioz. Ce festival a maintenant lieu à La Côte-Saint-André (Isère), la ville natale de Berlioz. En outre, c'est l'ouvrage lyrique Les Troyens qui a été présenté lors de l'inauguration de l'Opéra Bastille à Paris, en mars 1990.

## Galerie

Influences musicales
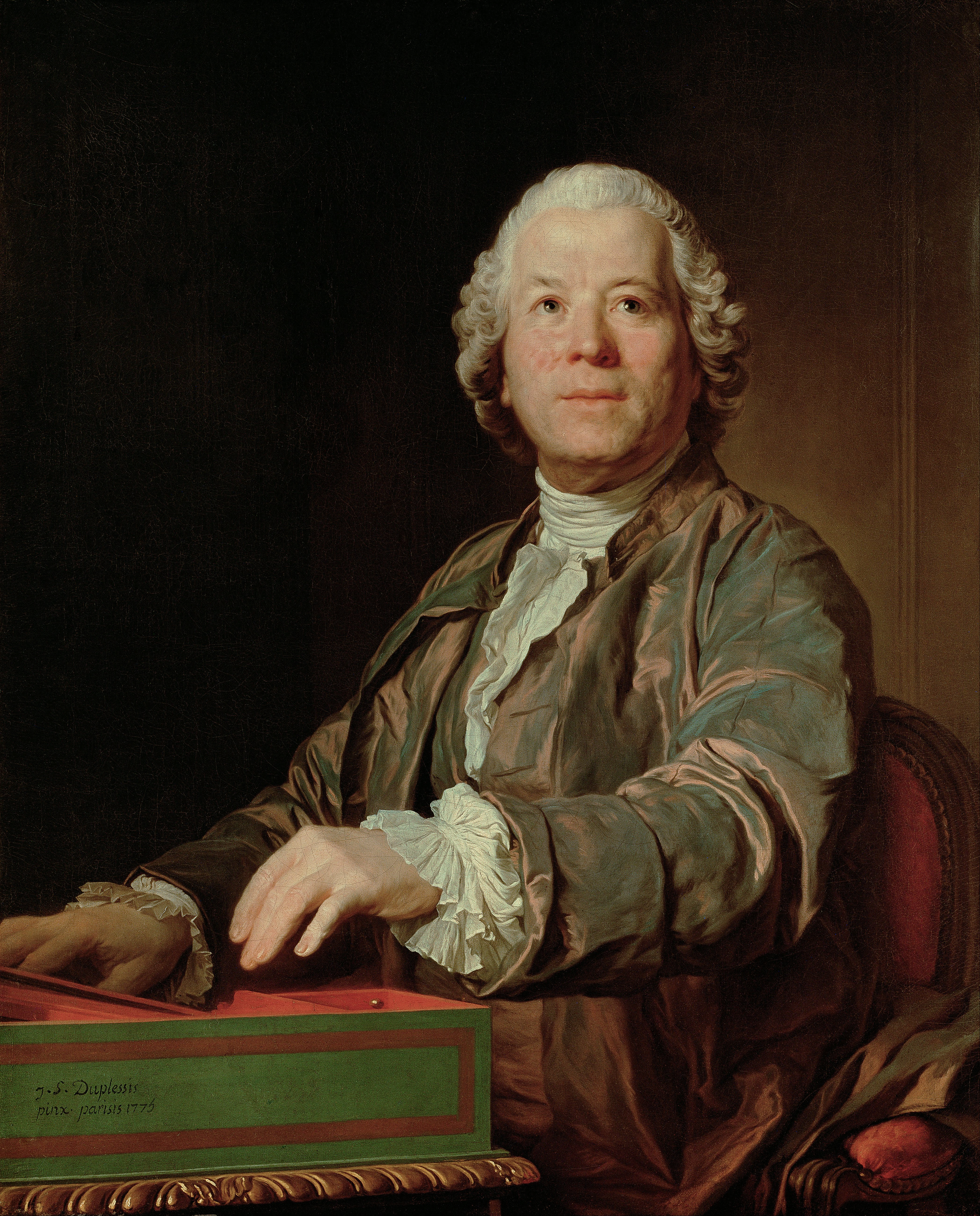
Christoph Willibald Gluck (1714-1787)
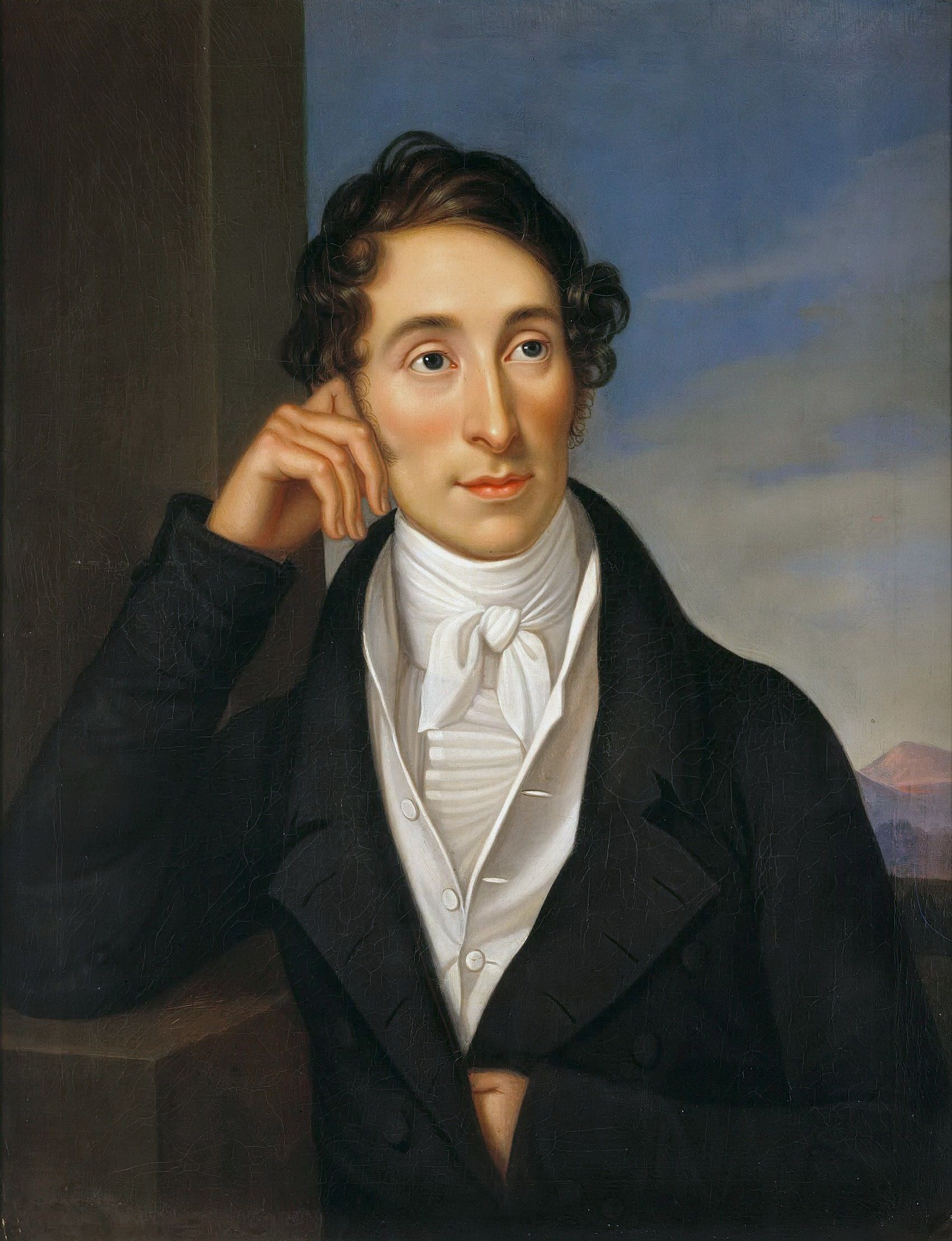
Carl Maria von Weber (1786-1826)
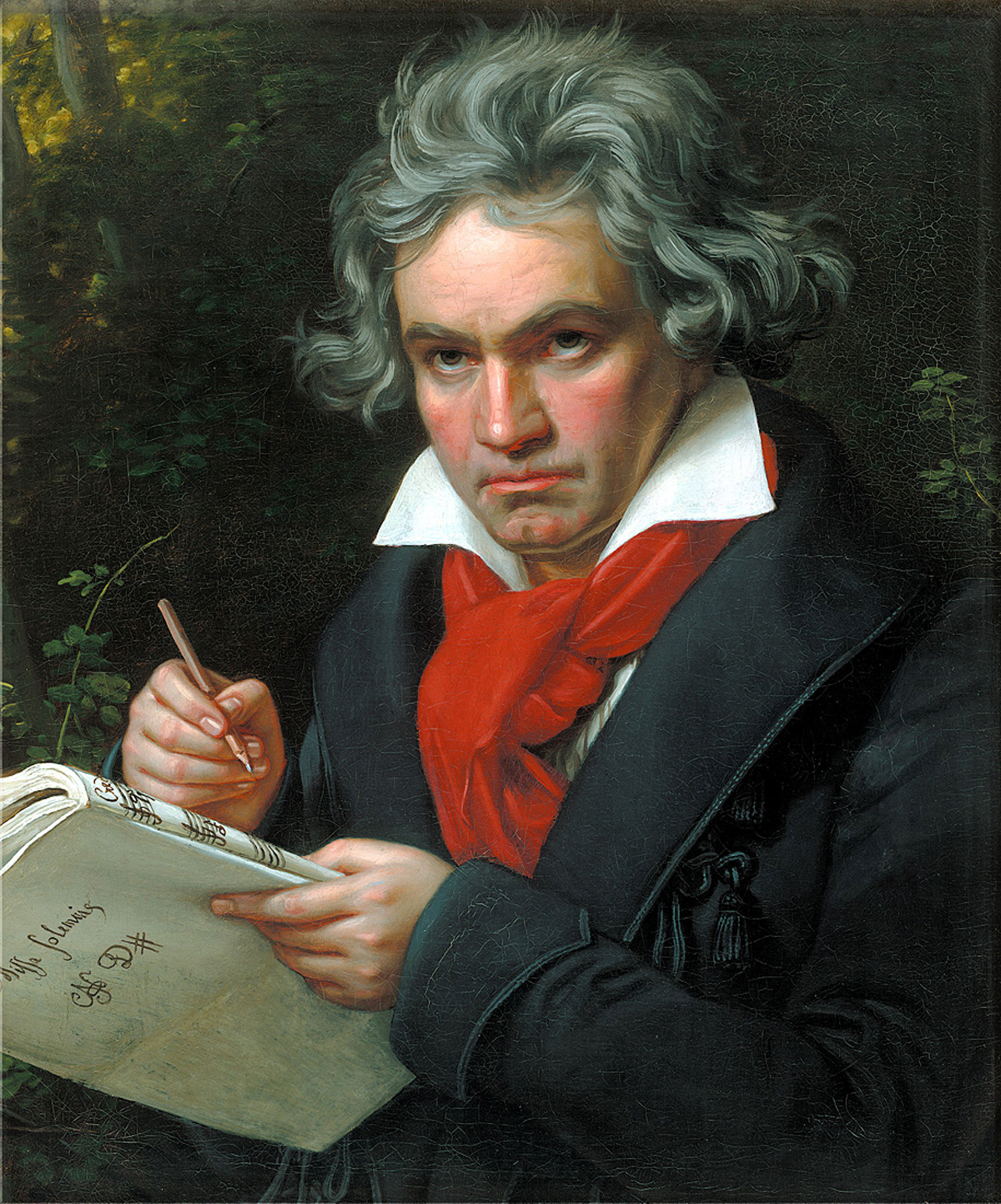
Ludwig van Beethoven (1770-1827)
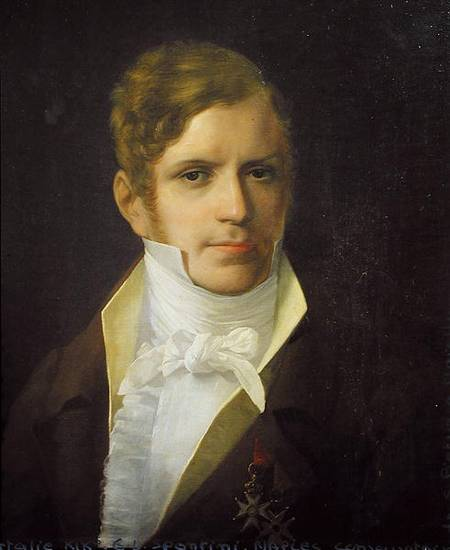
Gaspare Spontini (1774-1851)

Amitiés artistiques
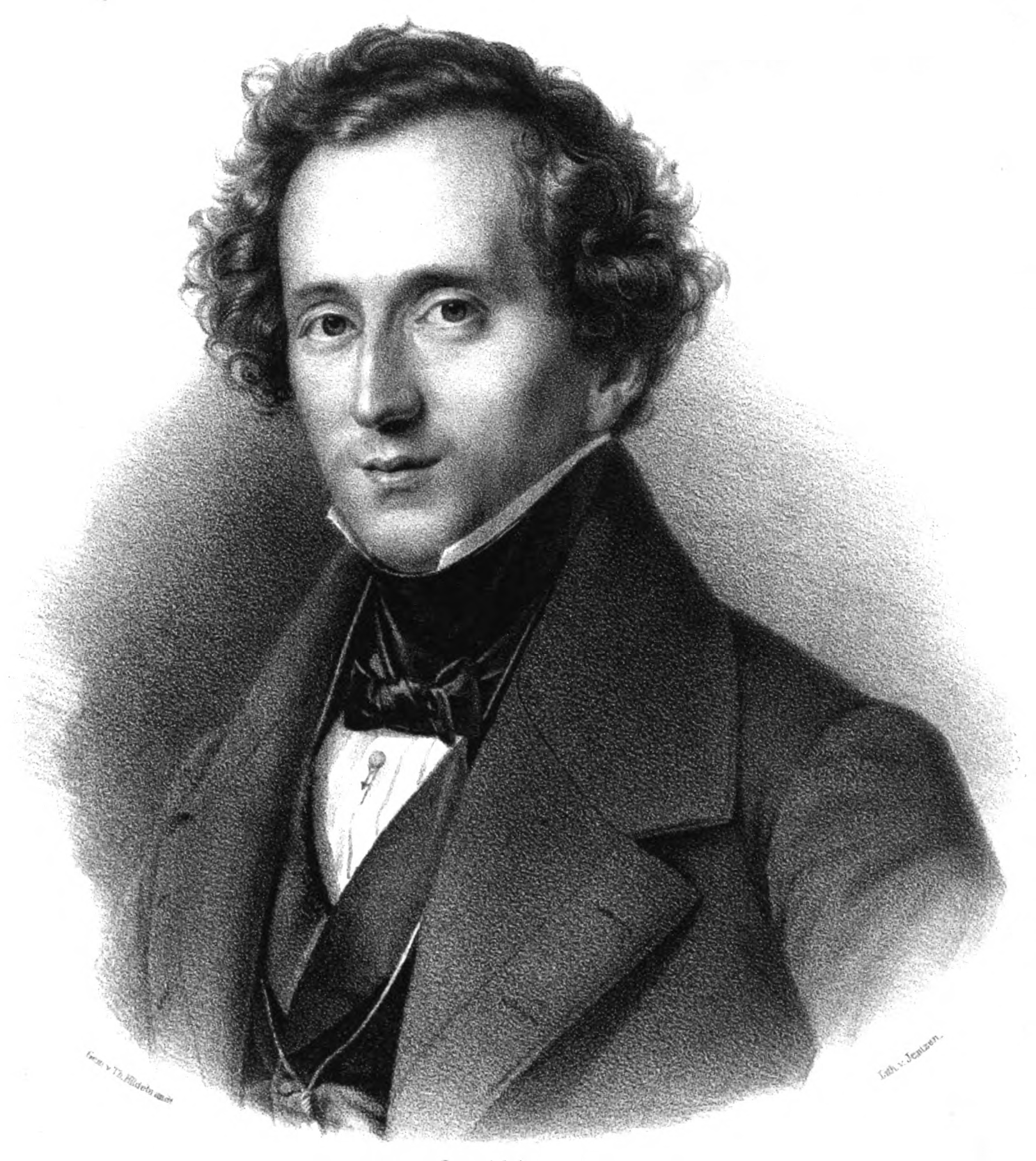
Felix Mendelssohn (1809-1847)
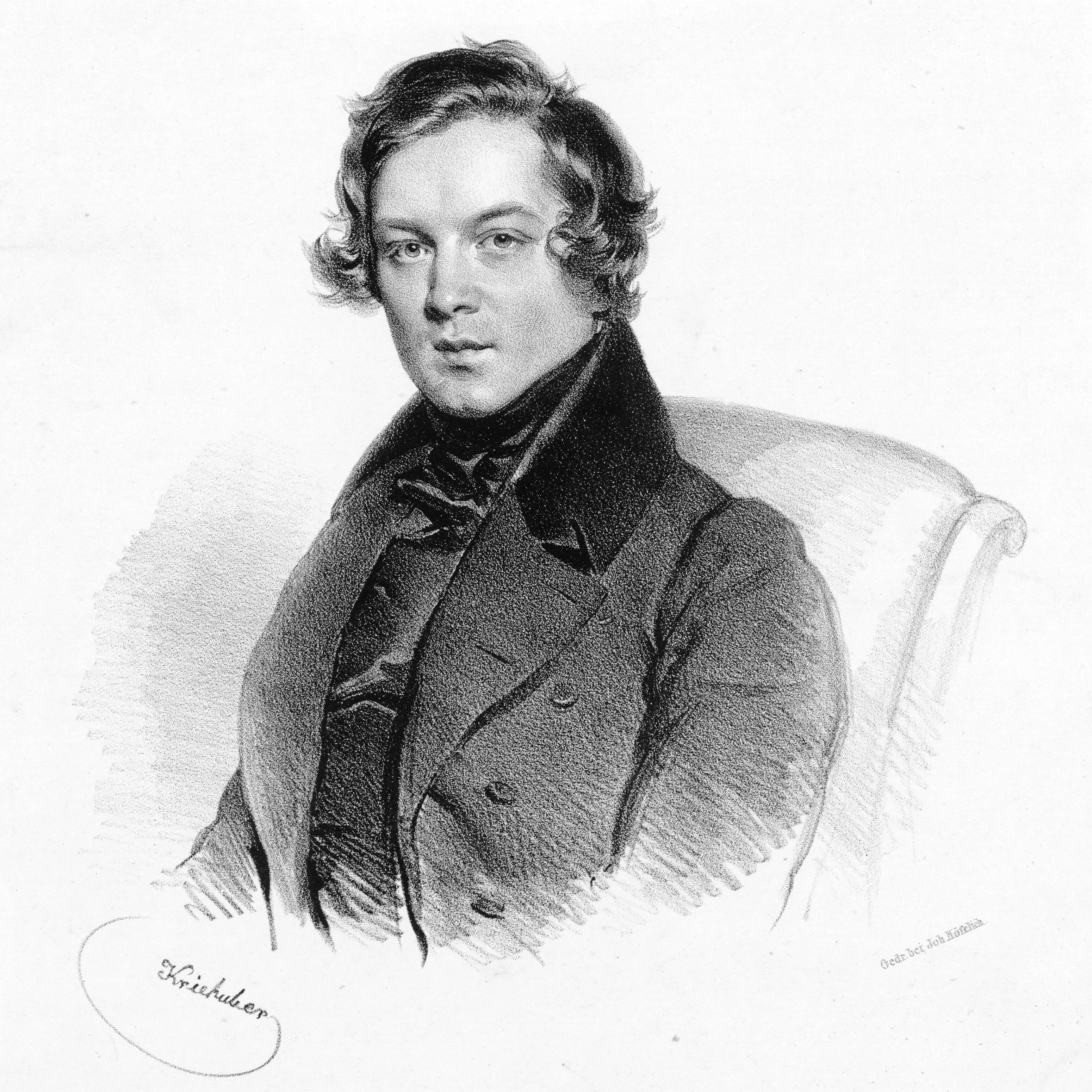
Robert Schumann (1810-1856)
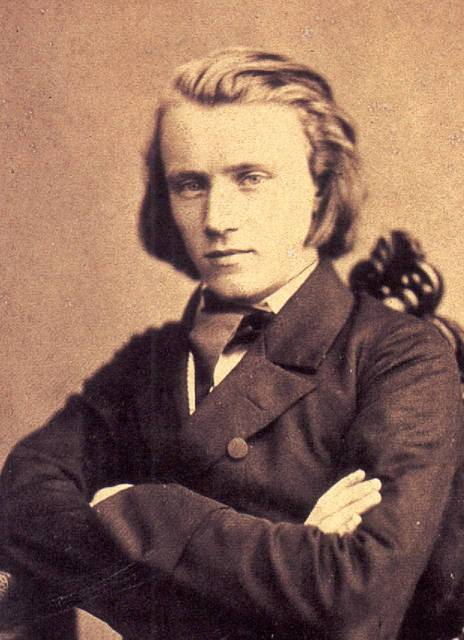
Johannes Brahms (1833-1897)
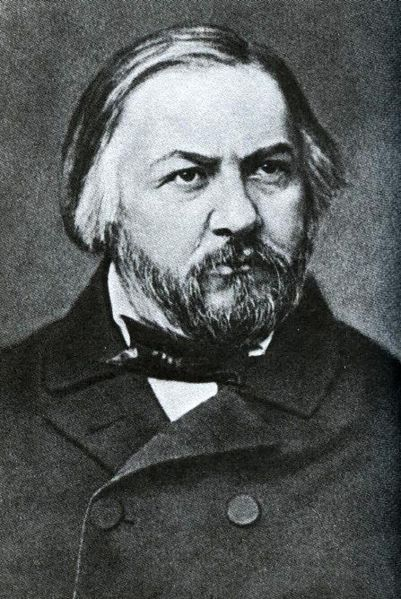
Mikhaïl Glinka (1804-1857)
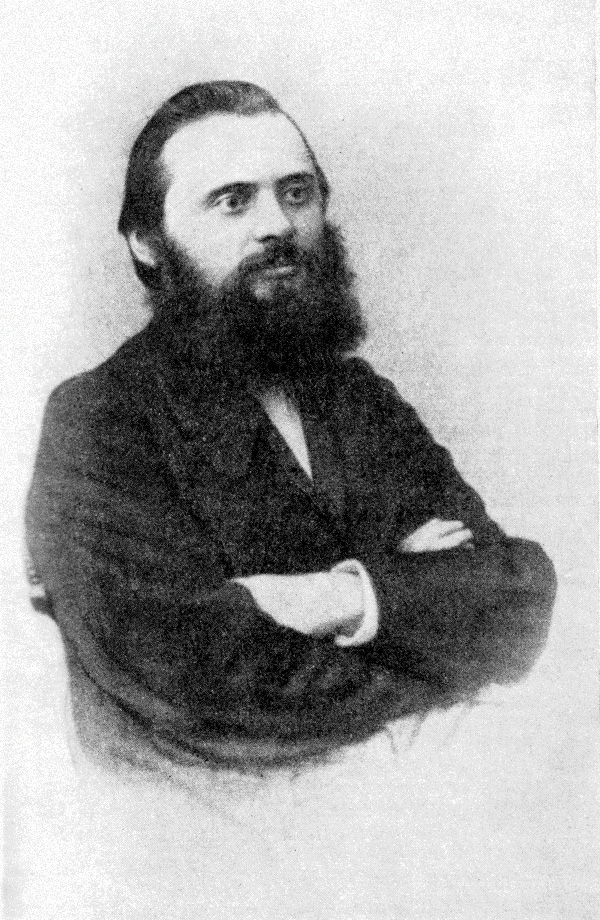
Mili Balakirev (1837-1910)
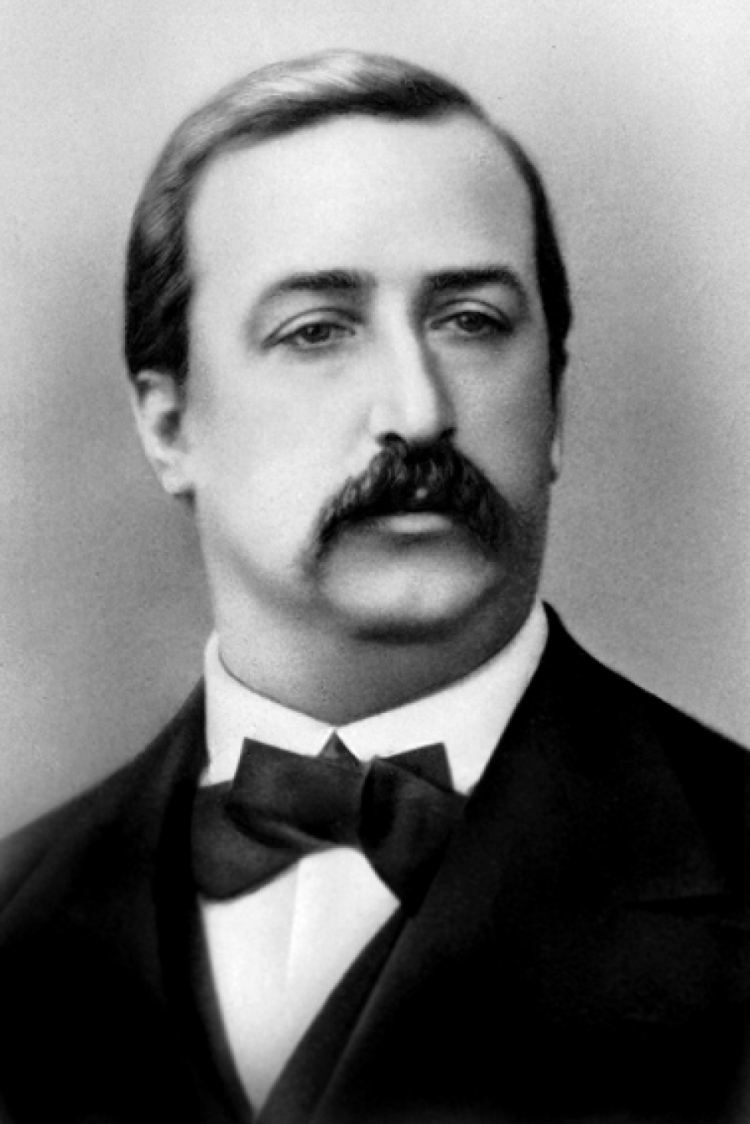
Alexandre Borodine (1833-1887)
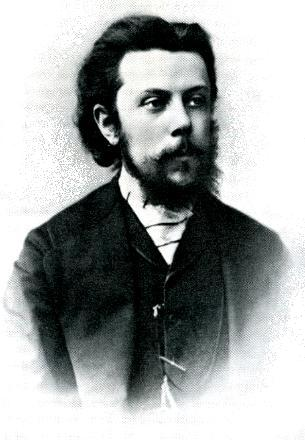
Modeste Moussorgski (1839-1881)
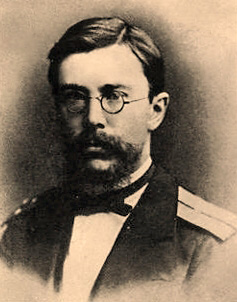
Nikolaï Rimski-Korsakov (1844-1908)
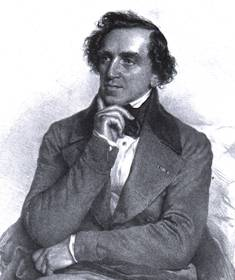
Giacomo Meyerbeer (1791-1864)
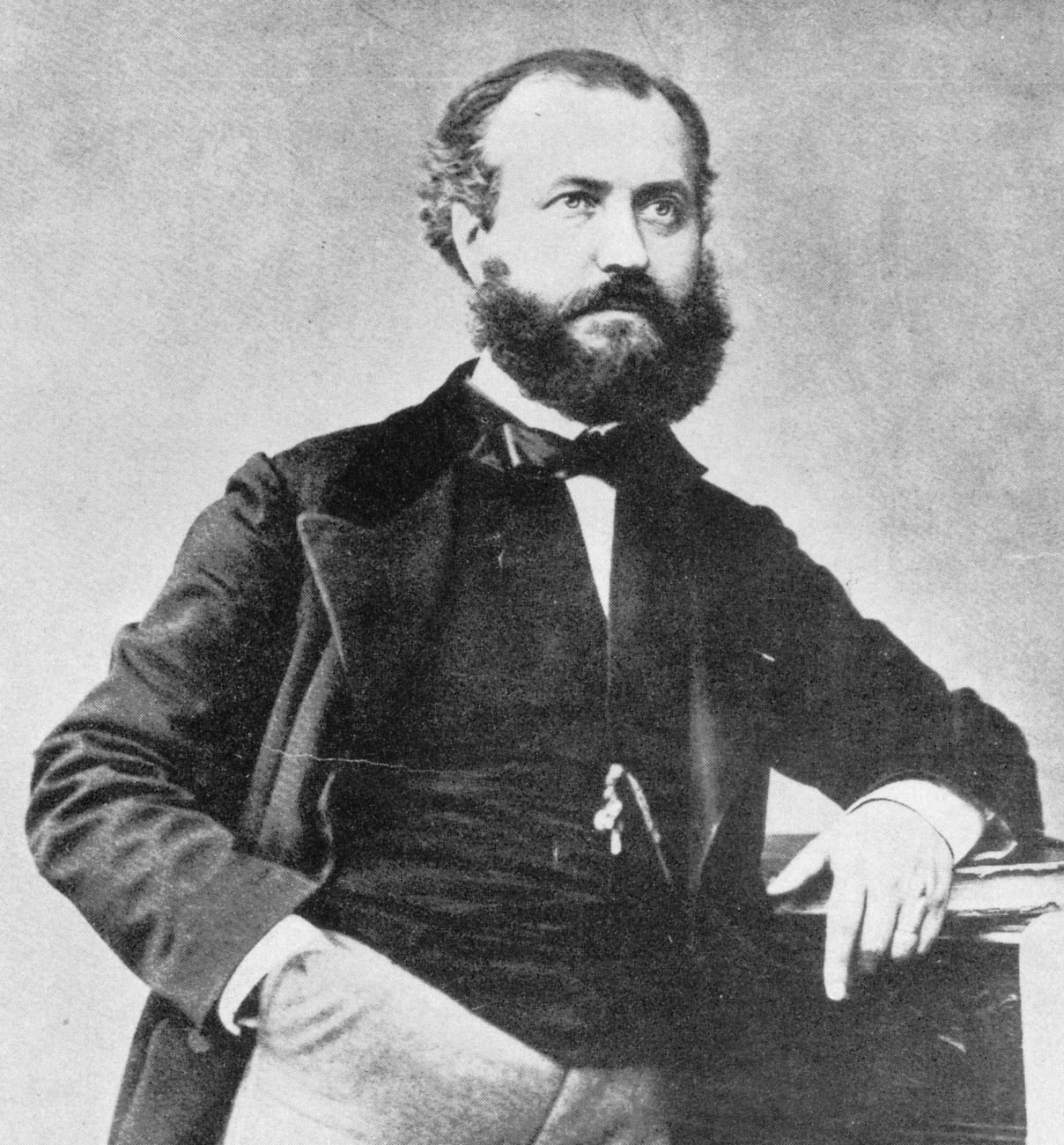
Charles Gounod (1818-1893)
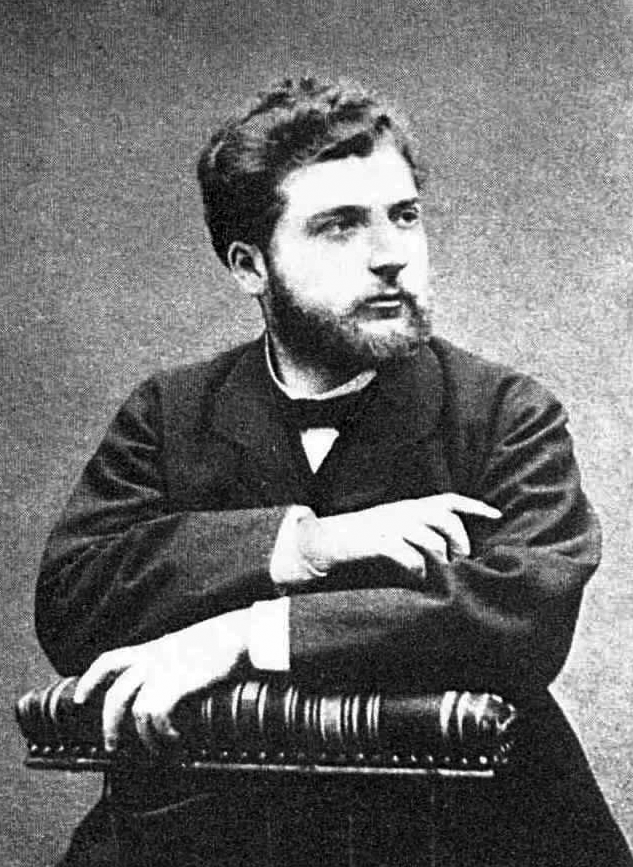
Georges Bizet (1838-1875)
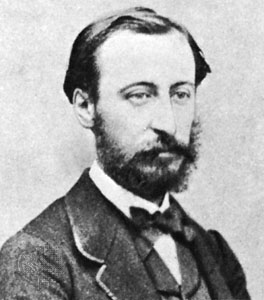
Camille Saint-Saëns (1835-1921)

## Postérité
Après la Seconde Guerre mondiale, à une époque où Berlioz était surtout connu du grand public comme l'auteur de la Symphonie fantastique et de l'ouverture du Carnaval romain, plusieurs chefs d'orchestre ont œuvré à sa réhabilitation, Arturo Toscanini en Italie, Igor Markevitch en Allemagne, Dimitri Mitropoulos aux États-Unis, Sir John Barbirolli en Angleterre et aux États-Unis, en dirigeant une grande partie de ses autres compositions. Thomas Beecham donne en 1947 la première exécution, presque intégrale, des Troyens, avant de confier au disque Harold en Italie (1951), puis le Te Deum (1953). En 1957 Rafael Kubelík enregistre Les Troyens dans son intégralité (Royal Opera House, Covent Garden), mais en anglais, une deuxième fois en 1962, en italien (production de La Scala). Ernest Ansermet enregistre en 1964 une version de référence des Nuits d'été avec Régine Crespin. À l'occasion du centenaire de la mort du compositeur (1969), Colin Davis entreprend une « Intégrale Berlioz » pour le label Philips. Dans les années 2000, il enregistre à nouveau un cycle Berlioz avec le LSO. Cette démarche a été poursuivie par John Eliot Gardiner, qui enregistre Les Troyens au Théâtre du Châtelet avec l'Orchestre révolutionnaire et romantique à l'occasion du bicentenaire de la naissance du compositeur. Sergiu Celibidache, Charles Dutoit, Leonard Bernstein, Riccardo Muti, Adrian Boult, Alexander Gibson, Roger Norrington, Eliahu Inbal, André Previn, Daniel Barenboim, Seiji Ozawa, James Levine, Valeri Guerguiev, Simon Rattle, Michael Tilson Thomas, Antonio Pappano, John Nelson, Robin Ticciati ont enregistré de nombreuses œuvres de Berlioz. En 2018, John Nelson enregistre Les Troyens avec l'orchestre philharmonique de Strasbourg et le Requiem en 2019 avec Le LSO. Philippe Jordan dirige à la scène les opéras de Berlioz, dont Les Troyens en 2019 à l'occasion de la célébration du cent cinquantième anniversaire de la mort du compositeur.
En France, un premier Festival Berlioz est créé en 1979 à Lyon sous l'égide de Serge Baudo. Il est transféré en 1994 à La Côte-Saint-André, ville natale du compositeur ou il se déroule chaque année durant les mois d'août et septembre. En 2003 la maison natale (classée monument historique en 1942) est réhabilitée et devient un Musée de France, faisant partie de la Fédération Nationale des Maisons d'écrivains et des patrimoines littéraires.
Divers chefs d'orchestre à l'instar de leurs collègues étrangers se sont également attachés à défendre ses partitions, à commencer par Pierre Monteux, Paul Paray et surtout Charles Munch, qui réalisera de nombreux enregistrements de ses œuvres, Georges Sébastian, André Cluytens, Jean Martinon, Jean Fournet et Louis Frémaux, eux-mêmes suivis par Georges Prêtre, Pierre Boulez, Serge Baudo et Michel Plasson. Au XXIe siècle, Jean-Claude Casadesus, Sylvain Cambreling, Jean-Paul Penin ou encore Marc Minkowski et François-Xavier Roth ont pris le relais de leurs aînés.
En 1985, Le Carnaval romain, ouverture basée sur des thèmes de son opéra Benvenuto Cellini, est interprété au concert du nouvel an à Vienne, sous la direction de Lorin Maazel. C'est la seule fois où une œuvre de Berlioz est entendue lors de ce traditionnel concert.
En 1969, lors du centième anniversaire de sa mort, André Malraux, alors ministre de la Culture, décide le transferts de ses cendres au Panthéon, décision sans suite. En 2003, pour le bicentenaire de sa naissance, sous la présidence de Catherine Massip, le projet est de nouveau à l'ordre du jour mais restera sans effet. En 2019, à l'occasion du 150e anniversaire de sa mort et à l'initiative de Bruno Messina, directeur artistique du Festival Berlioz, il est envisagé pour la troisième fois le transfert des cendres de Berlioz au Panthéon (à suivre...). Dans le cadre de cette célébration, paraît, le 1er février 2019, un coffret de 27 CD représentant pour la première fois l'enregistrement de toutes ses œuvres (label Warner Classics, texte de présentation de David Cairns). Choc de Classica, il obtient aussi un Diapason d'or.

## Distinctions
- Officier de la Légion d'honneur (promu le 12 août 1864)[74] ;
  -  Chevalier de la Légion d'honneur (10 mai 1839)[75],[76] ;
- Ordre de l'Aigle rouge de Prusse (4 juin 1847)[77] ;
- Ordre du Faucon blanc de Saxe (22 novembre 1852)[78] ;
- Ordre de la Maison ernestine de Saxe (6 février 1856)[79],[80] ;
- Croix des Guelfes de Hanovre (3 avril 1854)[81] ;
- Ordre de la maison de Hohenzollern (19 avril 1863)[82] ;
- Membre honoraire de la Royal Philharmonic Society (1859)[83].

## Hommages

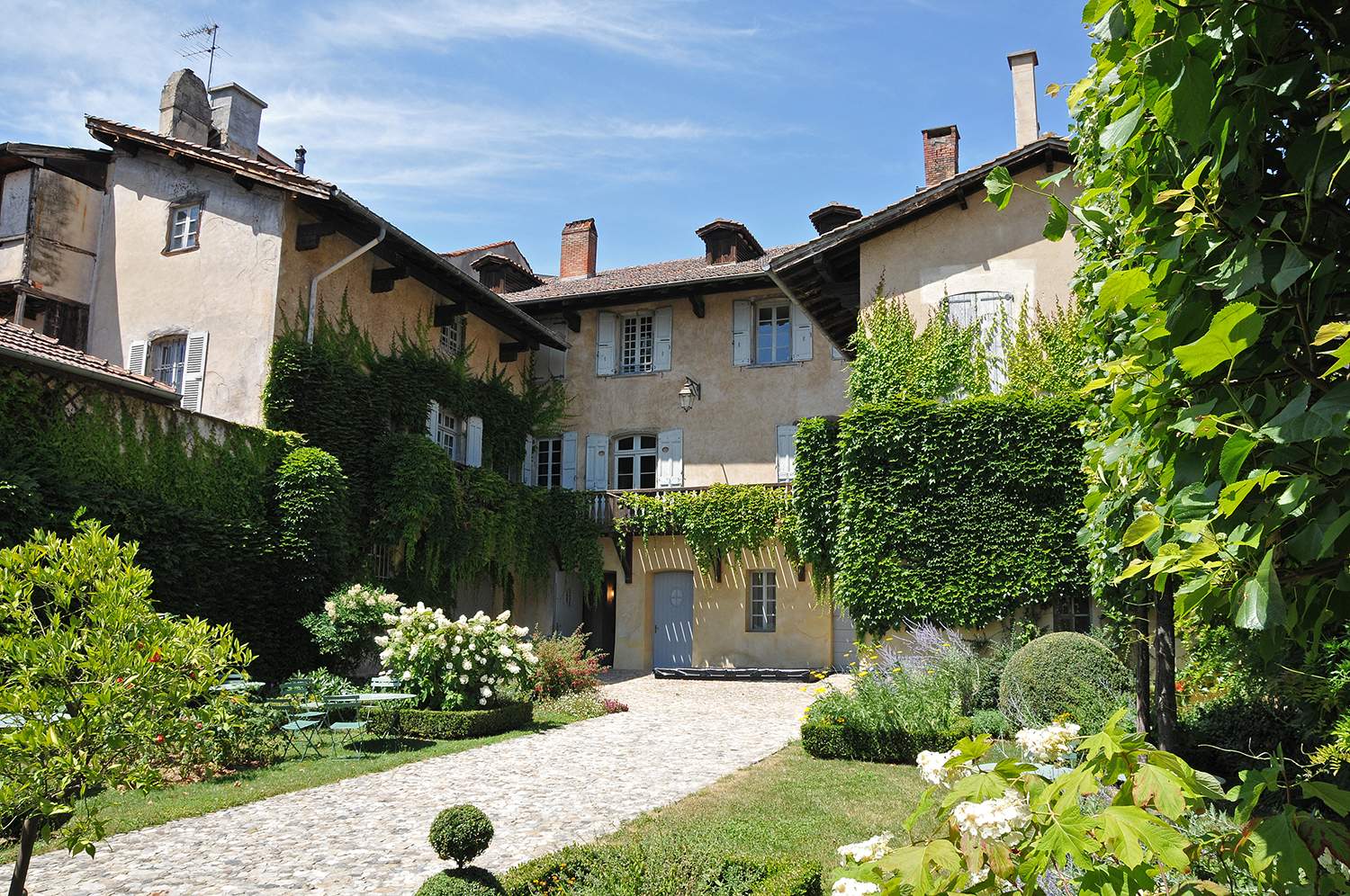
Maison natale d'Hector Berlioz à La Côte-Saint-André.

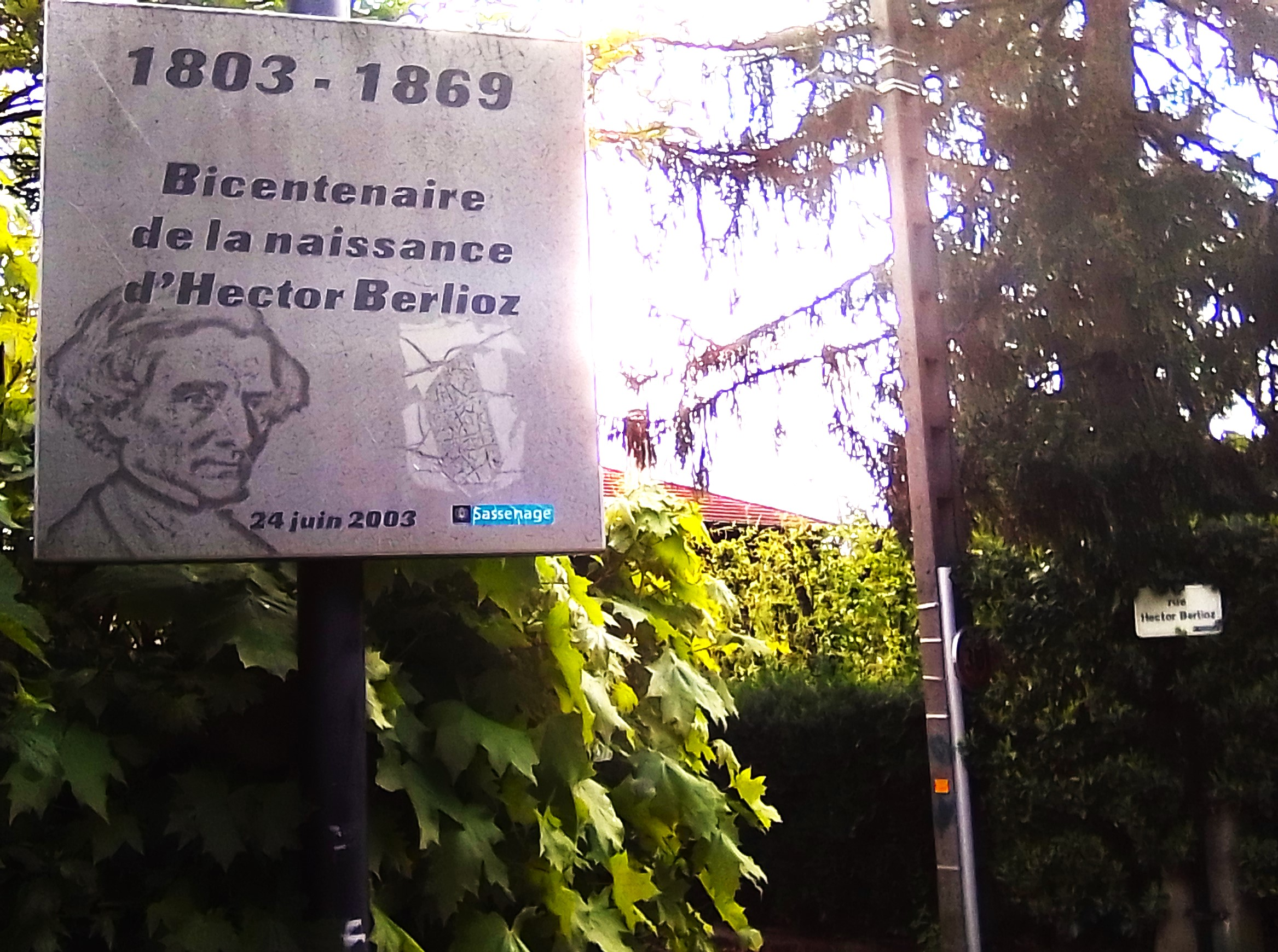
Rue Berlioz (Sassenage) avec une plaque spécifique

### Sites et bâtiments
La pointe Berlioz, située sur l'île Alexandre-Ier en Antarctique, a été référencée par l'UK Antarctic Place-Names Committee en hommage au compositeur français, en 1960.
Deux lycées portent son nom en France : un dans sa ville natale de La Côte-Saint-André et un autre à Vincennes.
La cité Hector Berlioz fut nommée en son nom au centre-ville de Bobigny.
L'astéroïde de la ceinture principale d'astéroïdes « (69288) Berlioz », découvert par Freimut Börngen le 11 octobre 1990, a été nommé en hommage au compositeur.
Un cratère sur Mercure porte également le nom de Berlioz en son honneur, depuis 2013.
Le ferry SeaFrance Berlioz, construit en 2005 aux chantiers de l'Atlantique à Saint-Nazaire, a été nommé en hommage au compositeur.
L'orchestre symphonique de Grenoble, alors dirigé par Adrien Rougier, a porté le nom d'Hector Berlioz dans les années 1920.
La bibliothèque du Conservatoire de Paris porte depuis 1990 le nom de médiathèque Hector-Berlioz. Dans la même ville, le square Hector-Berlioz lui rend aussi hommage.

### Odonymie
De nombreuses voies publiques portent son nom, notamment à Paris, Marseille, Lyon, Nice, Grenoble, Nantes, Lille, Strasbourg, Rouen, Lorient, Le Mans, Bobigny, Besançon, Toulon, La Seyne-Sur-Mer, Sassenage (voir photo) etc.

### En littérature

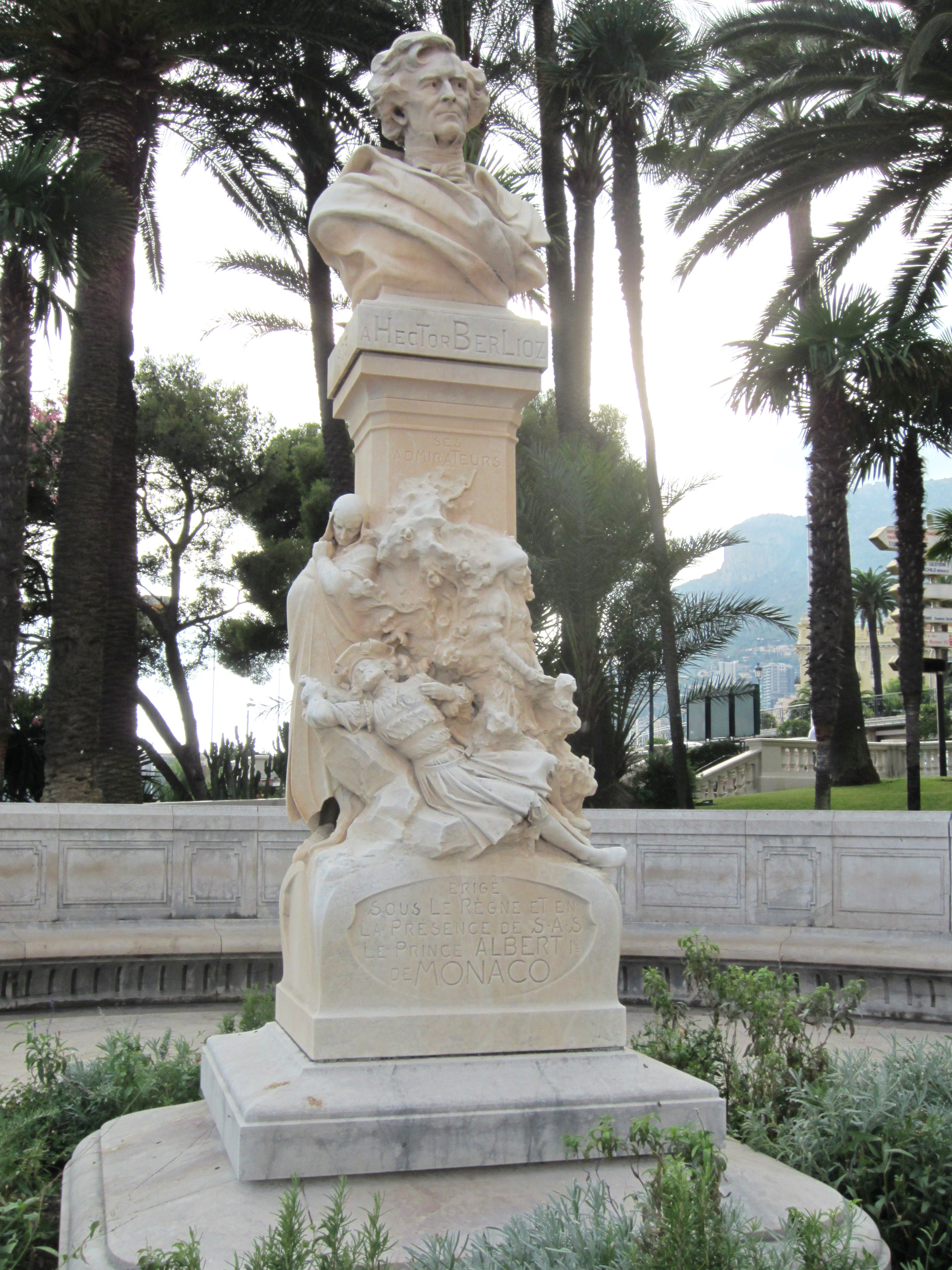
Buste de Berlioz à Monte-Carlo, Monaco.

En 1843, Honoré de Balzac dédie Ferragus à Hector Berlioz.

Dans son roman Sodome et Gomorrhe, Marcel Proust oppose Berlioz et Wagner d'une manière inattendue, dans une diatribe antisémite du baron de Charlus au narrateur : 

« Quand on donne, dans la Semaine Sainte, ces indécents spectacles qu’on appelle la Passion, la moitié de la salle est remplie de Juifs, exultant à la pensée qu’ils vont mettre une seconde fois le Christ sur la Croix, au moins en effigie. Au concert Lamoureux, j’avais pour voisin, un jour, un riche banquier juif. On joua l'Enfance du Christ, de Berlioz, il était consterné. Mais il retrouva bientôt l’expression de béatitude qui lui est habituelle en entendant l'Enchantement du Vendredi-Saint. »

Dans le roman de Mikhaïl Boulgakov Le Maître et Marguerite, le personnage athée « Mikhail Alexandrovich Berlioz » emprunte son nom (Берлиоз) au compositeur de La Damnation de Faust.
La pièce de théâtre L'Entente cordiale d'Olivier Teitgen" décrit une soirée passée entre Berlioz et Wagner à Londres en 1855.

### Dans les arts

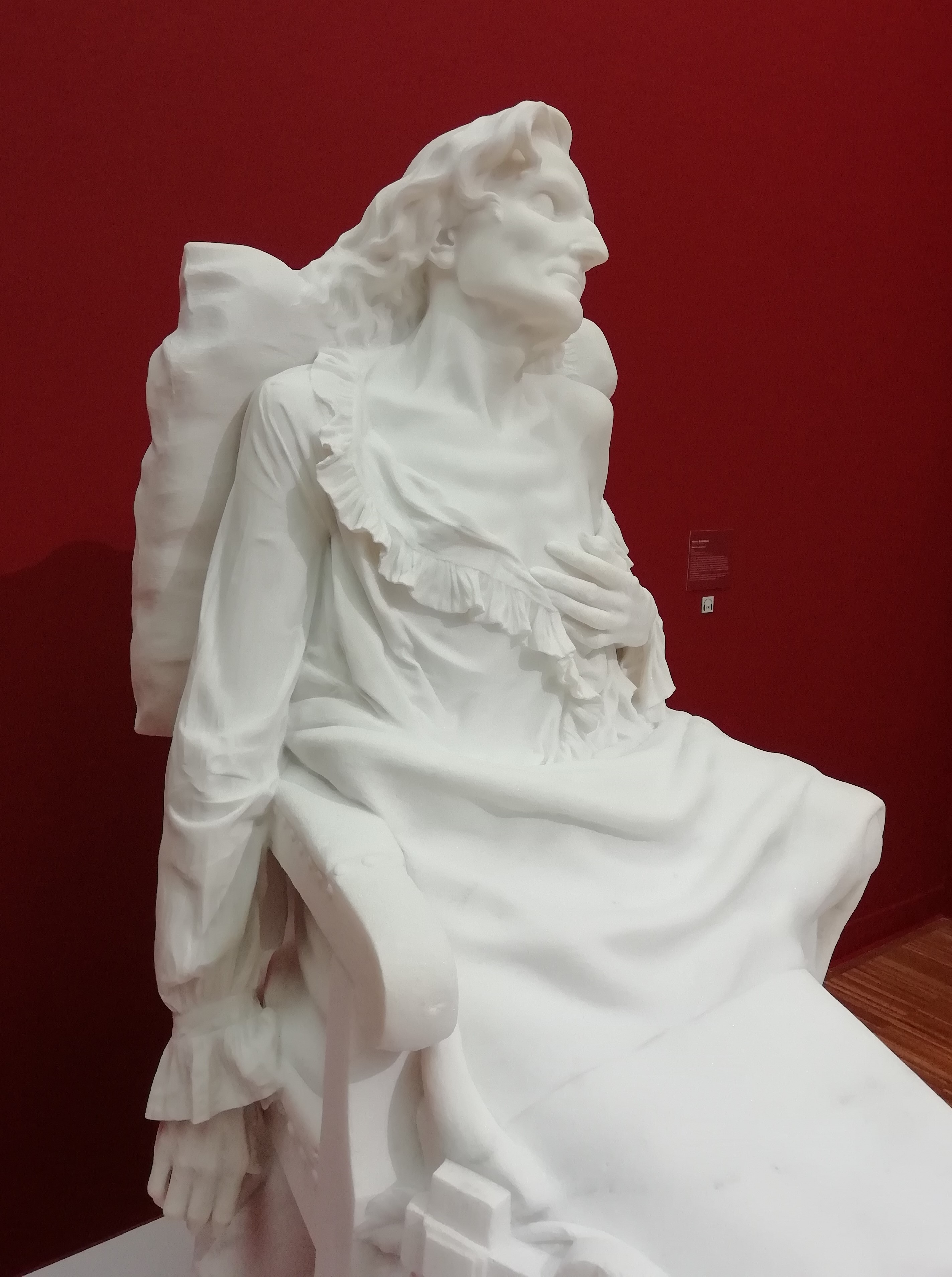
Berlioz mourant par Pierre Rambaud.

En 1876, le peintre Henri Fantin-Latour rend hommage à Berlioz dans son tableau monumental L'anniversaire dans lequel il représente Roméo et Juliette, Clio, Didon et Margueritte, personnage de La Damnation de Faust. Au premier plan de cette peinture conservée en salle 22 du musée de Grenoble, Fantin-Latour se représente de dos en autoportrait.
En 1885, le sculpteur Joseph Carlier réalise un buste en marbre du compositeur pour le Palais Garnier.
En 1893, le sculpteur Pierre Rambaud exécute un marbre de 122 cm de haut et de 144 cm de profondeur représentant Berlioz assis dans un fauteuil rendant son dernier souffle, la chemise entrouverte laissant voir son corps décharné. La main gauche est sur son cœur tandis que la droite qui a lâché sa plume d'écriture, pend déjà inerte. Cette œuvre est conservée au musée de Grenoble depuis le don de celle-ci par la veuve du sculpteur en 1896.
Le sculpteur Alfred Lenoir réalise une statue en plâtre, intitulée Hector Berlioz à son pupitre, qui orne le hall de la mairie de Montville. Cette œuvre témoigne de séjours du compositeur chez son ami le baron Hippolyte Boissel de Monville (de), entre 1845 et 1847. C'est là, dans le parc du château près de l'église, que Berlioz met au point La Damnation de Faust,.
Serge Chamchinov a réalisé un livre peint, Hector Berlioz : La Damnation de Faust d'après la partition, en 2010.

### Au cinéma
- Le film La Symphonie fantastique (1942) de Christian-Jaque, avec Jean-Louis Barrault dans le rôle de Berlioz, est considéré par de nombreux critiques comme un pied de nez à l'occupant nazi (le film ayant été produit par la Continental-Films, société de production française à capitaux allemands) pour son exaltation de la grandeur passée de la France sous couvert d'une biographie romancée.
- Un amour de Berlioz (1981-1984), film réalisé par Georges Combe
- La mini série La Vie de Berlioz (1983) de Jacques Trébouta, avec Mathieu Kassovitz (Berlioz jeune) et Daniel Mesguich (Berlioz vieux), retrace la vie du compositeur.
- Le film de Gérard Oury, La Grande Vadrouille (1966) montre l'orchestre de l'Opéra de Paris répétant un extrait de La Damnation de Faust (la célèbre marche hongroise, ou Marche de Rakoczy) sous la direction de Louis de Funès, caricature de chef d'orchestre perfectionniste, irascible et passionné. Dans son autobiographie, Gérard Oury s'exprime à propos de la scène : « L'ouverture de La Damnation de Faust jouit d'une orchestration magnifique, exaltante et je sens un Louis de Funès transfiguré, tourné vers l'intérieur de lui-même. Il ne suit pas l'orchestre, il le précède, le conduit vraiment et, comme les artistes respectent les artistes, les musiciens marchent. Ils jouent merveilleusement bien. Il faudrait la magie des notes de musique pour dire l'envolée des cordes, la sonorité des cuivres montant vers le plafond de Chagall[97]… »
- Le chaton musicien du long-métrage d'animation des studios Disney, Les Aristochats (1970), se nomme Berlioz en hommage au compositeur. Le second, peintre, a été appelé Toulouse en référence à Toulouse-Lautrec.

### Numismatique et philatélie
- Une médaille à l'effigie de Berlioz a été réalisée en 1897 par le peintre et graveur polonais Wincenty Trojanowski. Un exemplaire de cette médaille est conservé au musée Carnavalet (ND 0156).
- Un Billet de 10 francs Berlioz a été émis de 1974 à 1978.
- La Poste française émet un timbre à son effigie en 1936[98]. En fait deux : un vert et un violet (1938). Et un troisième en 1983. Tous à surtaxe.

### Festivals

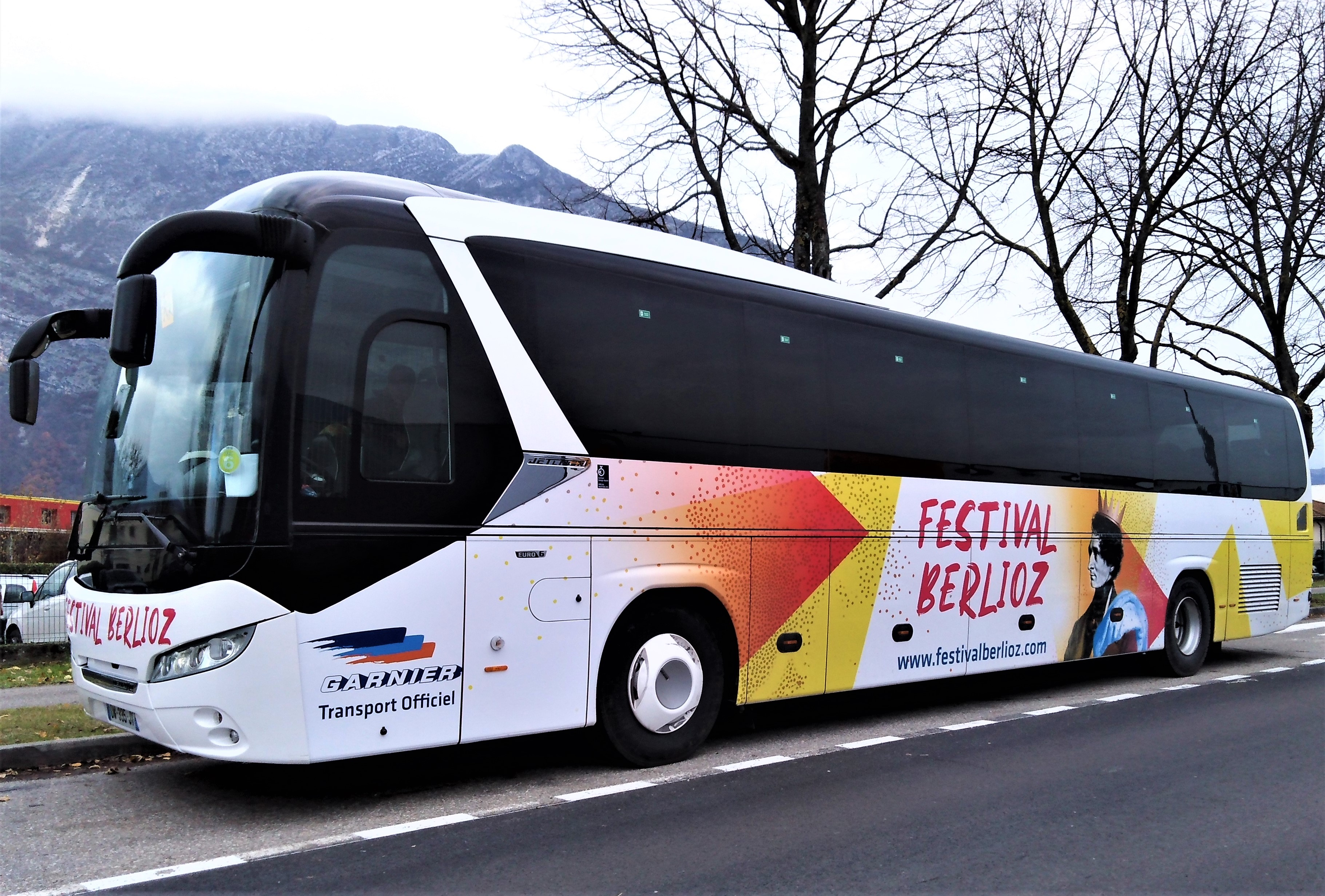
Autocar officiel du festival Berlioz en 2019

- Le festival Berlioz à La Côte-Saint-André : une relation toute particulière lie le compositeur romantique à la notion de « festival » et ce qu’elle sous-entend de festif, populaire et rassembleur. En effet, dès les années 1830, Berlioz organisait une série de manifestations musicales, autour d’un même lieu et d’une même idée, et nommait l’événement festival. Dans ses feuilletons et Mémoires, Berlioz raconte ces journées « festivalesques » qui se terminent bien souvent en banquets[99]... Le festival Berlioz naît à Lyon en 1979, sous l’égide de Serge Baudo, à l’époque chef et directeur musical de l’Orchestre national de Lyon. Depuis 1994, le festival a lieu à La Côte-Saint-André (château Louis XI, Musée Hector-Berlioz, Halle médiévale, Église) et dans les communes environnantes.
- Musée Hector-Berlioz : la maison natale du compositeur à La Côte-Saint-André, dans le Dauphiné, construite vers 1680, est classée monument historique en 1942[100], labellisée Maisons des Illustres et Musée de France.
- Sous l'impulsion de l'homme politique Georges Frêche, la programmation de l'Opéra national de Montpellier est répartie à partir de 1990 entre l'Opéra Comédie et la grande salle du palais des congrès Le Corum, renommée Opéra Berlioz.

### Œuvre littéraire de Berlioz
Membre de l'Institut de France et critique musical réputé, Berlioz a laissé plusieurs ouvrages :
- Voyage musical en Allemagne et en Italie (1844),
publié sous forme de feuilleton dans le Journal des débats en 1843, puis en recueil en août 1844, avant d'être intégré aux Mémoires en 1870.
- Grand traité d'instrumentation et d'orchestration modernes (1843),
publié pour la première fois en 1844, puis dans une version révisée en 1855, avec Le chef d’orchestre : Théorie de son art.
- Études sur Beethoven, Gluck et Weber (1844).
- Euphonia ou La ville musicale (1844), nouvelle initialement publiée en feuilleton dans La Revue et gazette musicale de Paris, du 18 février au 28 juillet; réédition dans La France fantastique de Balzac à Louÿs, anthologie de Jean-Baptiste Baronian, Marabout, coll. « Anthologie du fantastique », 1973, p. 115-146.
- Les Soirées de l'orchestre (1852) (disponible en ligne).
- Les Grotesques de la musique (1859) (disponible en ligne).
- À travers chants (1862) (disponible en ligne).
- Mémoires (1870, posthume) (disponible en ligne).

Cette œuvre critique et autobiographique est regroupée et rééditée depuis trente ans en France, notamment sous les auspices de l'association nationale Hector-Berlioz :
- Hector Berlioz, Les Soirées de l'orchestre, Paris, Gründ, 1968, 649 p., texte établi, avec introduction, notes et choix de variantes par Léon Guichard ; préface de Henry Barraud [réimpression en 1998]
- Hector Berlioz, Les Grotesques de la musique, Paris, Gründ, 1969, 415 p., texte établi, avec introduction, notes et choix de variantes par Léon Guichard ; préface de Henri Sauguet
- Hector Berlioz, À travers chants, Paris, Gründ, 1971, 492 p., texte établi, avec introduction, notes et choix de variantes par Léon Guichard ; préface de Jacques Chailley
- Hector Berlioz, Les Grotesques de la musique, Paris, Symétrie, coll. « Palazetto Bru Zane », 2011, 252 p. (ISBN 978-2-914373-77-7), annotés par Guy Sacre ; préface de Gérard Condé
- Hector Berlioz, Mémoires, Paris, Flammarion, coll. « Harmoniques », 1991, 649 p. (ISBN 978-2-7000-2102-8), édition présentée et annotée par Pierre Citron
- Mémoires d'Hector Berlioz de 1803 à 1865 : et ses voyages en Italie, en Allemagne, en Russie et en Angleterre écrits par lui-même, texte établi, présenté et annoté par Peter Bloom, Paris, Vrin, coll. « Musicologies », 2019  (ISBN 978-2-7116-2865-0)
- Hector Berlioz, De l'instrumentation, Paris, Le Castor astral, coll. « Les Inattendus », 1994, 169 p. (ISBN 2-85920-227-7), sous la direction de Joël-Marie Fauquet
- Hector Berlioz, Critique musicale, Paris, Buchet-Chastel, 1996-2016, sous la direction de H. Robert Cohen, Yves Gérard, Marie-Hélène Coudroy et Anne Bongrain (8 volumes)
- Hector Berlioz, Correspondance générale, Paris, Flammarion, 1972-2003 :
  - tome I : 1803 - mai 1832, Pierre Citron (dir.), 1972, 595 p.
  - tome II : juin 1832- septembre 1842, Frédéric Robert (dir.), 1975, 797 p.
  - tome III : septembre 1842-1850, Pierre Citron (dir.), 1978, 835 p.
  - tome IV : 1851- février 1855, Pierre Citron, Yves Gérard et Hugh J. Macdonald (dir.), 1983, 791 p.
  - tome V : mars 1855- août 1859, Hugh J. Macdonald et François Lesure (dir.), 1989, 769 p.  (ISBN 9782080610157)
  - tome VI : septembre 1859-1863, Hugh J. Macdonald et François Lesure (dir.), 1995, 591 p.  (ISBN 2-08-066771-8)
  - tome VII : 1864-1869, Hugh J. Macdonald (dir.), 2001, 500 p.  (ISBN 2-08-068102-8)
  - tome VIII : Suppléments, Hugh J. Macdonald (dir.), 2003, 856 p.  (ISBN 2-08-068272-5)
- Nouvelles lettres de Berlioz, de sa famille, de ses contemporains, Arles & Venise, Actes Sud & Palazzetto Bru Zane, 2016, 765 p. (ISBN 978-2-330-06255-2), texte établi et présenté par Peter Bloom, Joël-Marie Fauquet, Hugh J. Macdonald et Cécile Reynaud.

### Ouvrages généraux

#### Histoire de la musique
- Marie-Claire Beltrando-Patier, Histoire de la musique : la musique occidentale du Moyen Âge à nos jours, Paris, Bordas, 1984, 630 p. (ISBN 2-04-015303-9), p. 483-484
- Roland de Candé, Les Chefs-d'œuvre classiques de la musique, Paris, Seuil, 2000, 816 p. (ISBN 2-02-039863-X), p. 169-185
- Arthur Coquard, De la musique en France depuis Rameau, Paris, Calmann-Lévy, 1891, 288 p. (OCLC 2370137, BNF 42921997, lire en ligne)
- Alfred Einstein (trad. de l'anglais), La Musique romantique, Paris, Gallimard, coll. « Tel » (no 86), 1984, 445 p. (ISBN 2-07-070108-5), p. 160-169
- Bernard Gavoty, « Les Mémoires de Berlioz », Les Grands Mystères de la musique, Paris, Trévise, 1975, 308 p. (ISBN 2-7112-0353-0), p. 249-261
- Antoine Goléa, « Hector Berlioz », La Musique, de la nuit des temps aux aurores nouvelles, Paris, Alphonse Leduc et Cie, 1977, 954 p. (ISBN 2-85689-001-6), p. 319-328.
- Paul Pittion, La Musique et son histoire : De Beethoven à nos jours, vol. II, Paris, Éditions Ouvrières, 1960, 580 p., p. 37-50
- Leon Plantinga, La Musique romantique : Le XIXe siècle de Beethoven à Mahler, Paris, Lattès, 1989, 533 p. (ISBN 978-2-7096-0763-6), p. 230-244
- Lucien Rebatet, « Berlioz », Une histoire de la musique, Paris, Robert Laffont, coll. « Bouquins », 1979, 900 p. (ISBN 2-221-03591-7), p. 403-415
- Rémy Stricker, « Berlioz et son temps », La musique française, du romantisme à nos jours, Paris, La Documentation Française, 1966, 96 p., p. 5-18
- Émile Vuillermoz, Histoire de la musique : « Reicha et Berlioz », Paris, Fayard, 1979, 606 p. (ISBN 2-213-00859-0), p. 241-253, édition complétée par Jacques Lonchampt

#### Monographies
- André Boucourechliev, Debussy : La Révolution subtile, Paris, Fayard, coll. « Les Chemins de la musique », 1998, 123 p. (ISBN 978-2-213-60030-7).
- Pierre Citron, Bartók, Paris, Seuil, coll. « Solfèges », 1963, rééd. 1994, 224 p. (ISBN 978-2-02-018417-5 et 2-02-018417-6)
- (en) Cecil Gray et Philip Heseltine, Carlo Gesualdo : Musician and murderer, Londres, Trubner & Co., 1926 (réed.2012) (ISBN 978-1-275-49010-9)
- Catherine Lorent, Florent Schmitt, Paris, Bleu nuit éditeur, coll. « Horizons », 2012, 176 p. (ISBN 978-2-35884-016-3)
- Jean-Michel Nectoux, Fauré, Paris, Seuil, coll. « Solfèges » (no 33), 1995 (1re éd. 1972), 256 p. (ISBN 2-02-023488-2)
- Claude Rostand, Liszt, Paris, Seuil, coll. « Solfèges », 1960, 192 p. (ISBN 2-02-000235-3)
- Marc Vignal, Mahler, Paris, Seuil, coll. « Solfèges », 1966, rééd. 1995, 189 p. (ISBN 978-2-02-025671-1 et 2-02-025671-1)
- Odile Vivier, Varèse, Paris, Seuil, coll. « Solfèges », 1987, 192 p. (ISBN 2-02-000254-X)

#### Traités de théorie musicale
- Vincent d'Indy et Auguste Sérieyx, Cours de composition musicale : Deuxième livre — Seconde partie, Paris, Éditions Durand, 1912, 340 p.
- Charles Koechlin, Étude sur les notes de passage, Paris, Éditions Max Eschig, 1922, 75 p.
- Charles Koechlin, Traité de l'harmonie, vol. 2, Paris, Éditions Max Eschig, 1926, 272 p.
- Charles Koechlin, Traité de l'orchestration, Paris, Éditions Max Eschig, 1954, 1474 p. (BNF 39725857)

#### Critique musicale
- Claude Debussy, Monsieur Croche, antidilettante, Paris, Gallimard, coll. « L'Imaginaire », 1987 (articles rassemblés de 1901 à 1917), 362 p. (ISBN 978-2-07-071107-9 et 2-07-071107-2, lire en ligne)
- Paul Dukas, Les écrits de Paul Dukas sur la musique, Paris, Société d'Éditions Françaises et Internationales (SEFI), coll. « Musique et musiciens », 1948, 696 p. avant-propos de Gustave Samazeuilh
- Octave Mirbeau, Chroniques musicales, Anglet, Séguier Archimbaud, 2001, 264 p. (ISBN 978-2-84049-270-2)
- (de) Robert Schumann, Damien Colas (trad.) et Florence Getreau (dir.), Musique, esthétique et société au XIXe siècle : « Épisode de la vie d'un artiste », symphonie fantastique en 5 mouvements de Hector Berlioz, Paris, Mardaga, 2007, 336 p. (ISBN 978-2-87009-949-0 et 2-87009-949-5), p. 161-186 (lire en ligne)
- (en) Nicolas Slonimsky, Lexicon of Musical Invective, New York, W.W. Norton & Company, 2000 (1re éd. 1953), 325 p. (ISBN 978-0-393-32009-1)
- Richard Wagner, Opéra et Drame, traduit par J. Prodhomme, Paris, 1851 (Texte disponible sur wikisource)

#### Ouvrages littéraires
- Honoré de Balzac, Ferragus (1843), Paris, A. Houssiaux, 1855, 110 p. (Texte disponible sur wikisource)
- Eugène Delacroix, Journal (1823-1863), Paris, Plon, 1893, 496 p. (Texte disponible sur wikisource)
Paul Flat, Préface, Paris, Plon, 1893, i–lv
- Julien Gracq, En lisant en écrivant, Paris, José Corti, 1980, 302 p. (ISBN 2-7143-0303-X)
- Marcel Proust, Sodome et Gomorrhe (1921-1922), Paris, Gallimard, 1924, 338 p. (Texte disponible sur wikisource)
- Alfred de Vigny, Journal d'un poète, Michel Lévy, Gallimard, 1867, 304 p. (Texte disponible sur wikisource)
- Franz Liszt, Tout le ciel en musique, édition Le Passeur 2019 p. 69-72

### Ouvrages sur Berlioz

#### Biographie
- Adolphe Jullien, Hector Berlioz : sa vie et ses œuvres, Hachette Livre BNF, édit 1888
  - Adolphe Boschot, Histoire d'un romantique : Hector Berlioz, Paris, Plon-Nourrit, 1906-1913(longtemps considérée comme un ouvrage de référence, cette publication a fait l'objet de plusieurs réimpressions revues et augmentées)
- La Jeunesse d'un romantique : Hector Berlioz, 1803-1831, d'après de nombreux documents inédits, Plon, 1906, 543 p. (lire en ligne)
- Un romantique sous Louis-Philippe : Hector Berlioz, 1831-1842, Plon, 1908, 672 p. (OCLC 4212837)
- Le Crépuscule d'un romantique : Hector Berlioz, 1842-1869, Plon, 1913, 713 p. (OCLC 695561753, BNF 42868611, lire en ligne)
- Adolphe Boschot, Une vie romantique : Hector Berlioz, Paris, Plon-Nourrit, 1919, 428 p. (reprend en un seul volume, selon son auteur, l'Histoire d'un Romantique allégée de « tout ce qui est spécial », et « réduite aux événements les plus caractéristiques »)
- François Buhler, Hector Berlioz in Quatre Grands Compositeurs bipolaires, Art et santé mentale, t. 2, Publibook, Paris, 7 novembre 2019, p. 71-137,  (ISBN 978-2-342-16811-2).
- David Cairns (trad. de l'anglais), Hector Berlioz : la formation d'un artiste (1803-1832), Paris, Fayard, 2002, 710 p. (ISBN 2-213-61249-8), traduit de l'anglais par Dennis Collins
- David Cairns (trad. de l'anglais), Hector Berlioz : servitude et grandeur (1832-1869), Paris, Fayard, 2002, 944 p. (ISBN 2-213-61250-1), traduit de l'anglais par Dennis Collins
- Pierre Citron, Calendrier Berlioz, La Côte-Saint-André, Musée Hector-Berlioz, coll. « Cahiers Berlioz » (no 4), 2000 (ISSN 0243-3559).
- Arthur Coquard, Berlioz : biographie critique, Paris, Henri Pierre Laurens, coll. « Les musiciens célèbres », 1910, 126 p. (OCLC 1308791, BNF 40040402, lire en ligne)
- (en) Hugh Macdonald, Berlioz, Londres, Dent, coll. « The master musicians », 1982, 261 p. (ISBN 0-460-03156-2)
- Eugène de Mirecourt, Berlioz, Paris, Gustave Havard, coll. « Les Contemporains (2e série) » (no 63), 1856, 96 p. (lire en ligne). (première étude biographique, parue du vivant du compositeur)
- Guy de Pourtalès, Berlioz et l'Europe Romantique, Paris, Gallimard, coll. « NRF », 1939, 382 p.
- Pierre-Jean Remy, Berlioz : le roman du romantisme, Paris, Albin Michel, 2002, 824 p. (ISBN 2-253-11349-2)
- Étienne Rey, La vie amoureuse de Berlioz, Paris, Flammarion, coll. « Leurs Amours », 1929, 207 p. (OCLC 3936145, BNF 31203825)
- Cécile Reynaud, Berlioz, éditions Jean-Paul Gisserot 2000
- Claude Dufresne, Hector Berlioz, Tallendier 2002
- Georges Zagaroza, Berlioz homme de lettres, Du Murmure 2006
- Bruno Messina, Berlioz, Arles, Actes Sud, 2018, 205 p. (ISBN 978-2-330-11437-4, BNF 45627544)
- Patrick Favre-Tissot-Bonvoisin, Hector Berlioz, Bleu nuit éditeur 2019, 175 p.  (ISBN 978-2-35884-065-1)
- Christian Wasselin, Le Paris de Berlioz, Collection « Le Paris des artistes », éditions Alexandrines, 2023
- Catherine Choupin, Le Point de vue d'Harriet, auto-édition Amazon, 2023,

#### Études biographiques et musicologiques
- Henry Barraud, Hector Berlioz, Paris, Fayard, coll. « Les indispensables de la musique », 1989, 506 p. (ISBN 978-2-213-02415-8)
- (en) Jacques Barzun, Berlioz and the Romantic Century, vol. 1, Little, Brown & C°, 1950, 573 p.
- (en) Jacques Barzun, Berlioz and the Romantic Century, vol. 2, Little, Brown & C°, 1950, 511 p.
- Pierre Citron et Cécile Reynaud (éd.), Dictionnaire Berlioz, Paris, Fayard, 2003, 613 p. (ISBN 2-213-61528-4)
- Suzanne Demarquez, Hector Berlioz, Paris, Seghers, coll. « Musiciens de tous les temps », 1969, 192 p.
- Adolphe Jullien, Hector Berlioz : la vie et le combat, les œuvres, Paris, Charavay, 1882, 198 p. (collection d'articles parus de 1873 à 1877, précédée d'une esquisse biographique)
- Adolphe Jullien, Hector Berlioz : sa vie et ses œuvres, Paris, À la librairie de l'art, 1888, 426 p. (lire en ligne)
- Edmond Hippeau, Berlioz intime, Paris, Librairie Fischbacher, 1883, 500 p.
- (en) Dallas Kern Holoman, Berlioz, Cambridge (Mass.), Harvard University Press, 1989, 687 p. (ISBN 0-674-06778-9, OCLC 231044464)
- Georges de Massougnes, Berlioz : son œuvre, Paris, Richault et Dentu, 1870, 64 p. (« simple brochure » pour son auteur, « noble et hautaine étude » selon Romain Rolland, qui la jugeait « très en avance sur son temps[101] »)
- Jacques-Gabriel Prod'homme, Hector Berlioz (1803-1869) : sa vie et ses œuvres d'après des documents nouveaux et les travaux les plus récents, Paris, Delagrave, 1913 (1re éd. 1904), 348 p. (OCLC 9048834, lire en ligne)
- Camille Saint-Saëns, Portraits et Souvenirs, Paris, Société d'Édition Artistique, 1900 (Texte disponible sur wikisource) 
(collection d'articles sur Berlioz, Liszt, Gounod, Bizet, etc.)
- Pierre-René Serna, Berlioz de B à Z, Paris, Van de Velde, 2006, 264 p. (ISBN 2-85868-379-4)
- Julien Tiersot, Hector Berlioz et la société de son temps, Paris, Hachette, 1904, 372 p. (lire en ligne)
- Julien Tiersot, Hector Berlioz — Les Années romantiques (1819-1842), Paris, Calmann-Lévy, 1907, 452 p. (Texte disponible sur wikisource)
- Christian Wasselin, Berlioz : les deux ailes de l'âme, Paris, Gallimard, coll. « Découvertes Gallimard / Arts » (no 51), 2003, 142 p. (ISBN 2-07-076522-9)
- Dominique Catteau, Les Troyens d'Hector Berlioz ou la tragédie de l'absence, société des écrivains 2013
- René Maubon, Hector Berlioz ou la passion de la musique, Les éditions de Paris May Chaleu, 2019

#### Études musicologiques et littéraires
- Claude Ballif, Berlioz, Paris, Seuil, coll. « Solfèges », 1979, 192 p. (ISBN 2-02-000249-3)
- Collectif et Henry Barraud (éd.), Hector Berlioz, Paris, Hachette, coll. « Génies et Réalités », 1973, 272 p. 
Bernard Gavoty, « Ma vie est un roman qui m'intéresse beaucoup », p. 7–23
Séquence illustrée I, « Un jeune enthousiaste à peine civilisé », p. 25–50
Antoine Goléa, Un cœur ardent et déchiré, p. 53–67
Marcel Schneider, Berlioz dans le mouvement romantique, p. 69–87
Séquence illustrée II, La Musique, l'Amour : « les deux ailes de l'âme », p. 87–108
François-Bernard Mâche, Berlioz et Wagner, « deux frères ennemis issus de Beethoven », p. 111–135
Maurice Le Roux, Jouer de l'orchestre, p. 137–151
Séquence illustrée III, Le Musicien errant, p. 153–174
Henry Barraud, Le Musicien de théâtre, p. 177–151
Claude Samuel, Les Écrits du compositeur, p. 197–209
Séquence illustrée IV, L'Œuvre désespérée, p. 209–225
Maurice Fleuret, La Puissance d'une imagination prophétique, p. 228–239
Harry Halbreich, Catalogue commenté et discographie critique, p. 241–265
- Paul Morillot, Berlioz écrivain, Grenoble, Allier, coll. « Annales de l'Université de Grenoble », 1903(en) Collectif et Peter Bloom (éd.), Berlioz, Past, Present, Future, Rochester, Rochester Press, coll. « Eastman Studies in music », 2003, 212 p. (ISBN 1-58046-047-X, ISSN 1071-9989)
- Collectif, Christian Wasselin (éd.) et Pierre-René Serna (éd.), Cahier Berlioz no 77, Paris, L'Herne, 2003 (ISBN 2-85197-090-9)
- Collectif et Joël-Marie Fauquet (éd.), Berlioz : textes et contextes, Paris, Société française de musicologie, 2011, 323 p. (ISBN 978-2-85357-022-0 et 2-85357-022-3) ([présentation en ligne])
- Collectif et Georges Zaragoza (éd.), Berlioz, homme de lettres, Dijon, Editions du Murmure, 2006, 276 p. (ISBN 2-915099-15-4)
- Michel Guiomar, Le masque et le fantasme : l'imagination de la matière sonore dans la pensée musicale de Berlioz, Paris, José Corti, 1970, 447 p.
- Georges Liébert, Ni empereur ni roi, chef d'orchestre, Paris, Gallimard, coll. « Découverte », 1990, 176 p. (ISBN 2-07-053114-7)
- Paul-Marie Masson, Berlioz, Paris, Alcan, coll. « Les maîtres de la musique », 1923
- Dominique Catteau, Hector Berlioz ou La philosophie artiste. I, Paris, Publibook, 2001, 292 p. (ISBN 2-7483-2011-5, lire en ligne)
- Dominique Catteau, Hector Berlioz ou La philosophie artiste. II, Paris, Publibook, 2001, 258 p. (ISBN 2-7483-2398-X)
- Romain Rolland, Sur Berlioz, Bruxelles, Éditions Complexes, 2003, 93 p. (ISBN 2-87027-977-9, lire en ligne) (réédition, précédée d'une préface par Pierre-Jean Remy, de l'article paru en 1908 dans son recueil de chroniques Musiciens d'aujourd'hui)
- Catherine Rudent et Danièle Pistone, Berlioz, hier et aujourd'hui, Paris, Éditions L'Harmattan, coll. « Univers musical », 2003, 238 p. (ISBN 2-7475-4990-9, lire en ligne)
- Dom Angelico Surchamp, Hector Berlioz, Paris, coll. « Catalogue Zodiaque no 159 », 1989, 64 p. (ISSN 0044-4952)
- Christian Wasselin, Berlioz ou Le voyage d'Orphée, Monaco, Éd. du Rocher, 2003, 233 p. (ISBN 2-268-04795-4)
- Jean-Claude Teboul (éd.), Hector Berlioz, Paris, J.-M. Place, coll. « Ostinato rigore », 2004, 248 p. (ISBN 2-85893-781-8)
- Dominique Catteau, Nietzsche et Berlioz, une amitié stellaire, Publibook 2012
- Pierre-René Serna, Café Berlioz, recueil d'articles et d'informations inédites, que l'on ne retrouvera pas sous une autre plume, Paris, éditions Bleu nuit, 2018, 176 p. (OCLC 1078368092)
- Hector Berlioz 1869 - 1919, 150 ans de passions, sous la direction de Alban Ramaut et Emmanuel Reibel, Avant-propos de John Eliot Gardiner, éditions Aedam Musicae 2019.
- Cécile Reynaud et Gisèle Séginger, Berlioz, Flaubert et l'Orient, Paris, Le Passage, 2021 (prix René Dumesnil - Académie des Beaux-Arts).

#### Revues et articles
- André Beaunier, Revue littéraire : La Vie d’un romantique, H. Berlioz, vol. 56, Paris, Revue des deux Mondes, 6e période, 1920, p. 687–698 (Texte disponible sur wikisource)
- Henry Blaze de Bury, Caractères et Portraits du temps : Hector Berlioz, vol. 80, Paris, Revue des deux Mondes, 1869, p. 1006–1021 (Texte disponible sur wikisource)
- Collectif, Berlioz, encore et pour toujours : Actes du cycle Hector Berlioz (Arras, 2015), Paris, Books on Demand, 2016, 216 p. (ISBN 978-2-8106-2860-5, lire en ligne)
Hermann Hofer, « Continent Berlioz », p. 103-145
- Hugh Macdonald et all. (éd.), Benvenuto Cellini, Paris, L'Avant-Scène Opéra, no 142, 1991, 124 p. (ISSN 0764-2873)
- Gérard Condé et all. (éd.), La Damnation de Faust, Paris, L'Avant-Scène Opéra, no 22, juillet 1979, réed. février 1995, 122 p. (ISSN 0764-2873)
- Gérard Condé et all. (éd.), Les Troyens, Paris, L'Avant-Scène Opéra, double no 128-129, 1ertrimestre 1990, 204 p. (ISSN 0764-2873)
- Albert Richard et all. (éd.), Hector Berlioz, Paris, La Revue musicale, 1956, 148 p. 
Albert Richard, Quelques mots, p. 5–6
Jean Roy, Berlioz vivant, p. 7–14
Jacques Chailley, Berlioz harmoniste, p. 15–30
Evelyn Reuter, Berlioz mélodiste, p. 31–37
Georges Favre, Berlioz et la Fugue, p. 38–44
Claude Laforêt, Hector Berlioz parmi les romantiques, p. 38–54
René Dumesnil, Berlioz humaniste, p. 59–64
- Collectif, Spécial Berlioz / Colin Davis, Paris, Diapason, no 181, novembre 1973
Georges Cherière, Éditorial, p. 4
Colin Davis et Jacques Bourgeois, Colin Davis, champion international de Berlioz, p. 8–10
David Cairns, Le temps de Berlioz est-il arrivé ?, p. 14–15
Claude Rostand, Les Troyens, p. 16–17
- Collectif, Pour en finir avec Berlioz, Paris, Diapason, no 504, juin 2003
Sommaire, p. 27
Maryvonne de Saint-Pulgent, Pour en finir avec le martyr, p. 28–29
Georges Liébert, Pour en finir avec le chef d'orchestre, p. 30–31
Rémy Stricker, Pour en finir avec les fautes de Berlioz, p. 32–33
Christophe Deshoulières, Pour en finir avec le dramaturge, p. 34–35
Christophe Deshoulières, Pour en finir avec les anti-berlioziens, p. 36–37
- Ernest Dupuy, Alfred de Vigny et Hector Berlioz d’après des lettres inédites, vol. 2, Paris, Revue des deux mondes, 1911, p. 837–1865 (Texte disponible sur wikisource)
- Théophile Gautier, Histoire du romantisme : Hector Berlioz, Paris, G. Charpentier et Cie, 1874, p. 259–270 (article paru dans le Journal officiel du 10 mars 1870) (Texte disponible sur wikisource)
- Fred Goldbeck, Défense et illustration de Berlioz, Paris, La Revue musicale no 267, janvier 1977, 11 p.
- Charles Koechlin, Le Cas Berlioz, Paris, La Revue musicale no 3, février 1922, p. 118-134
- Ernest Legouvé, Soixante ans de souvenirs : chapitre XVI « Hector Berlioz », Paris, 1887 (Texte disponible sur wikisource)
- Armand de Pontmartin, Nouveaux Samedis (7e série) : Hector Berlioz, Paris, Michel Lévy, 1870, p. 49–60 (Texte disponible sur wikisource)
- Paul-Gilbert Langevin, Musiciens de France, la génération des grands symphonistes, Paris, Richard Masse, 1979, p. 15-16

#### Catalogues
- (en) Dallas Kern Holoman, Catalogue of the Works of Hector Berlioz, Cassel, Bärenreiter, 1987, 527 p. (ISBN 3-7618-0449-0)
- Collectif et Antoine Troncy (éd.), Fantin-Latour interprète Berlioz, La Côte-Saint-André, Libel, 2011, 96 p. (ISBN 978-2-917659-16-8 et 2-917659-16-5)
- Catherine Massip et Cécile Reynaud (éd.), Berlioz : La Voix du romantisme, Paris, Fayard, coll. « BnF », 2003 (ISBN 2-213-61697-3) (catalogue de l'exposition qui s'est tenue à la Bibliothèque nationale de France en 2003-2004 pour le bicentenaire de la naissance du compositeur)